# Iglesia de San Eustaquio (París)
La iglesia de San Eustaquio de París (en francés: Eglise Saint-Eustache) es una destacada iglesia de París construida entre 1532 y 1632 en el barrio de Les Halles, I Distrito.
La iglesia se considera una obra maestra de la arquitectura gótica tardía, aunque es un ejemplo de una edificación gótica vestida con detalles renacentistas. La iglesia es relativamente corta en longitud (105 m), pero su interior tiene 33,45 m de altura en la bóveda. En la fachada principal, la torre de la izquierda se ha completado en estilo renacentista, mientras que la torre de la derecha permanece como un muñón. La apariencia delantera y trasera contrastan notablemente, con una parte delantera clásica y relativamente sobria, y una trasera, exuberante, que integra formas góticas y una organización con detalles clásicos. La escultura L'écoute, de Henri de Miller aparece fuera de la iglesia, al sur. Una escultura de Keith Haring se encuentra en una capilla de la iglesia.
Situada a la entrada de los mercados más antiguos de París (Les Halles) y al inicio de la rue Montorgueil, la reputación de la iglesia ya era lo suficientemente grande en su tiempo para que fuera elegida como el lugar donde un joven Luis XIV recibió la comunión; Mozart también eligió el santuario como lugar para llevar a cabo el funeral de su madre; fueron bautizados siendo niños Richelieu, Jeanne-Antoinette Poisson, futura Madame de Pompadour y Molière,
en el siglo XVII. Los funerales por la reina Ana de Austria, por el mariscal Turenne y por el político y escritor Mirabeau fueron celebrados dentro de sus muros.

## Historia

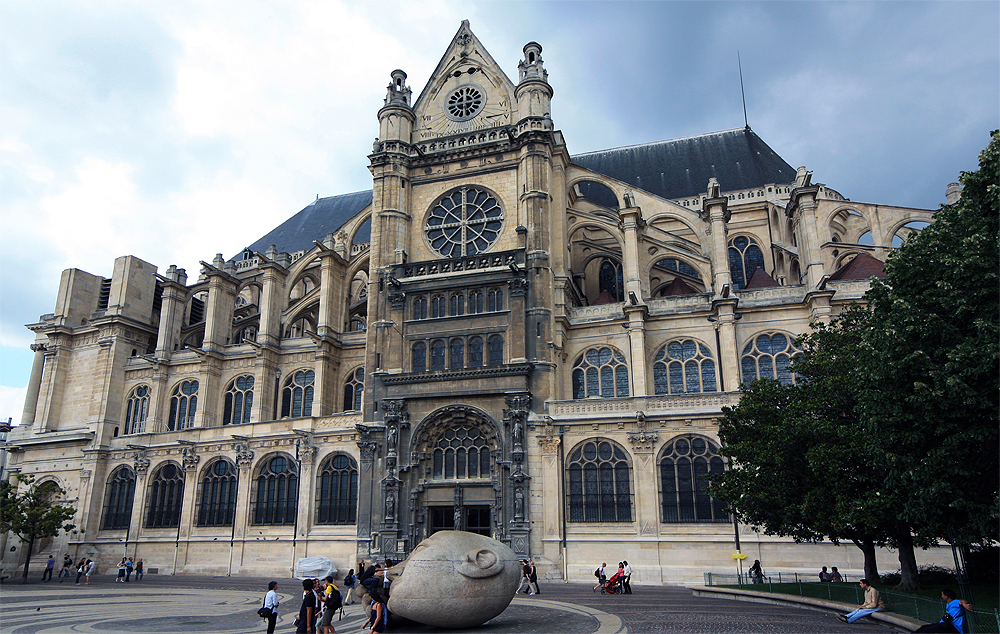
Fachada sur de la iglesia de San Eustaquio con la escultura L'écoute de Henri de Miller

### La primera iglesia
Los orígenes de la iglesia de San Eustaquio se remontan al inicio del siglo XIII. Una capilla dedicada a Santa Inés, una mártir romana, fue el primer edificio construido. Una cripta con ese nombre todavía está junto a la parte oriental de la iglesia. Esta capilla fue el regalo de un burgués de París, Jean Alais, que la habría construido en reconocimiento al derecho que el rey Felipe Augusto le había concedido a cobrar un denier en cada cesta de pescado que llegaba a Les Halles, una zona de París reconocida antiguamente por los productos frescos de todo tipo.
Desde 1223 Santa Inés fue erigida en iglesia parroquial y tomó el nombre de San Eustaquio. La razón más probable para el nuevo nombre sería la transferencia de una reliquia del mártir San Eustaquio —un general romano del siglo II d. C. que fue quemado, junto con su familia, por convertirse al cristianismo— a la nueva iglesia, reliquia anteriormente propiedad de la abadía de Saint-Denis. La iglesia fue reconstruida varias veces y ampliada a medida que la población aumentaba en el barrio.
En el siglo XIV, el rey Felipe VI mantuvo su protección real, en especial para las cofradías de la Magdalena que aseguraban allí la Misa. Justo antes de su muerte en agosto de 1483, Luis XI la confirma mediante cartas patentes.

### La iglesia de 1532

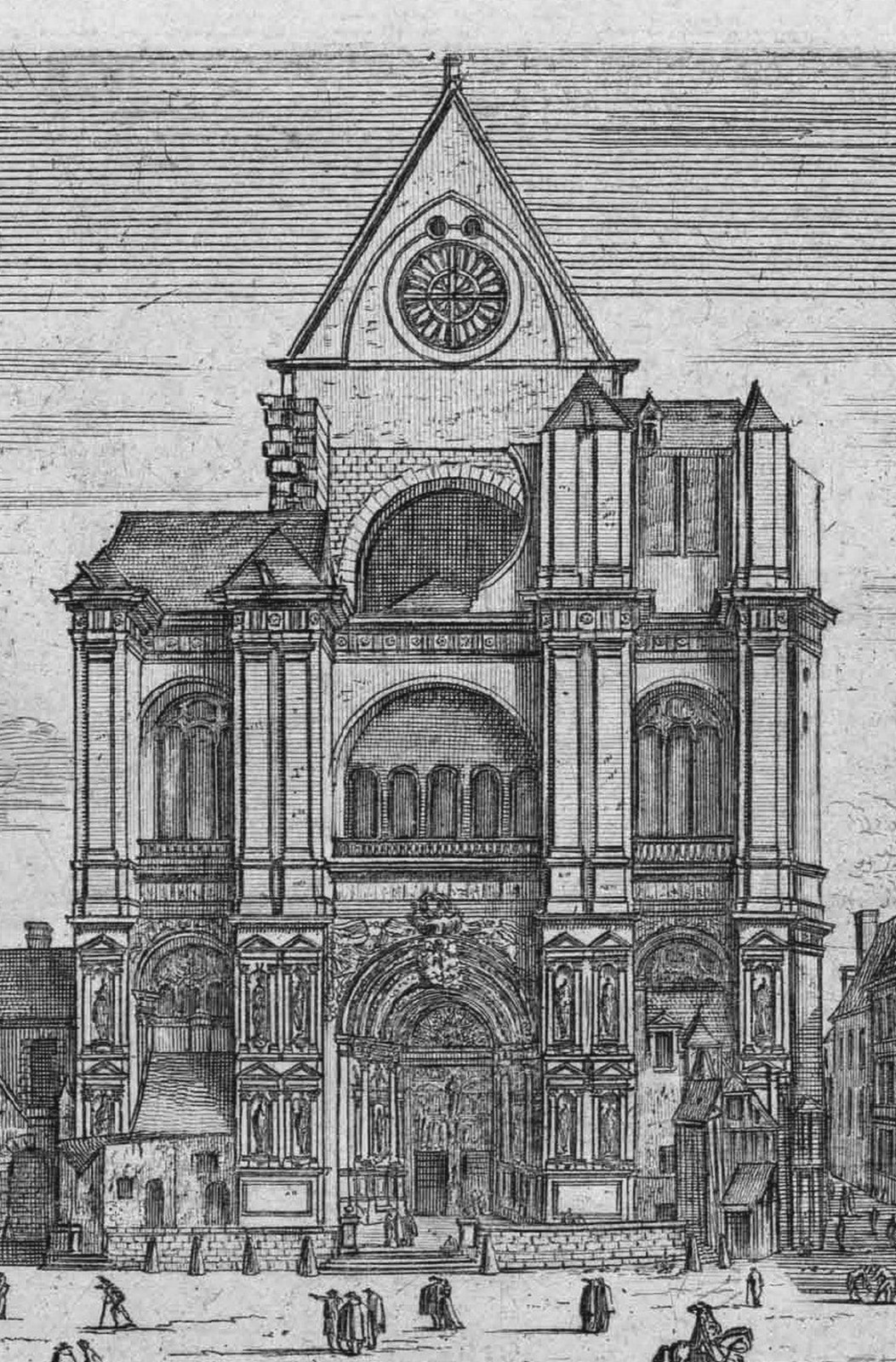
Antigua fachada occidental de San Eustaquio

En 1532, finalmente se decidió construir una iglesia digna del corazón de París. La primera piedra del actual edificio fue colocada el 19 de agosto de Jean de la Barre, preboste de los comerciantes. La obra fue confiada a sucesivamente a Boccador, Nicolas Le Mercier y Charles David, hijo del anterior. Algunos autores, por las similitudes con diseños utilizadas en la ampliación de la iglesia de Saint-Maclou en Pontoise (comenzada en 1525) apuntan a Jean Delamarre y/o Pierre Le Mercier, quien colaboró en este trabajo. También se ha sugerido la intervención del arquitecto de origen italiano Domenico da Cortona.
Construida en un estilo gótico en pleno Renacimiento, la iglesia desprende un carácter arquitectónico armonioso donde la antigüedad de las columnas griegas y romanas contrasta con las líneas aun presentes de la Edad Media. El objetivo era hacer gótico con arcos semicirculares. Por lo tanto, la iglesia se levantó en estilo gótico, las curvaturas del romano y los adornos renacentistas; todas estas características juntas dan al edificio un carácter único.
Su construcción fue ralentizada por frecuentes dificultades financieras. René Benoist, párroco de la iglesia de San Eustaquio en 1569, adquirió tal influencia sobre los feligreses que fue apodado el «Papa de Les Halles». En 1578, hizo imprimir una solicitud para obtener ayuda para la finalización de su iglesia. Iniciada en 1532, no se había podido completar, y el propio Benoist aún no había comenzado los trabajos, a pesar de tener «mas afluencia de pueblo que en ninguna iglesia parroquial de Francia y por ventura de la cristiandad». La carta probablemente logró obtener algo de dinero, porque en ese momento se construyeron varios pilares de la nave y varias ventanas más. Después de muchas interrupciones, la iglesia se terminó en 1633 y fue consagrada el 26 de abril de 1637 por el monseñor de Gondi, arzobispo de París.
- Evolución de la fachada occidental de finales el siglo XVI y principios del XVIII

Evolución de la fachada occidental de finales el y principios del
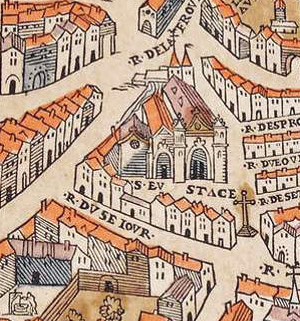
La iglesia de San Eustaquio sobre el plano de Truschet y Hoyau (1550)
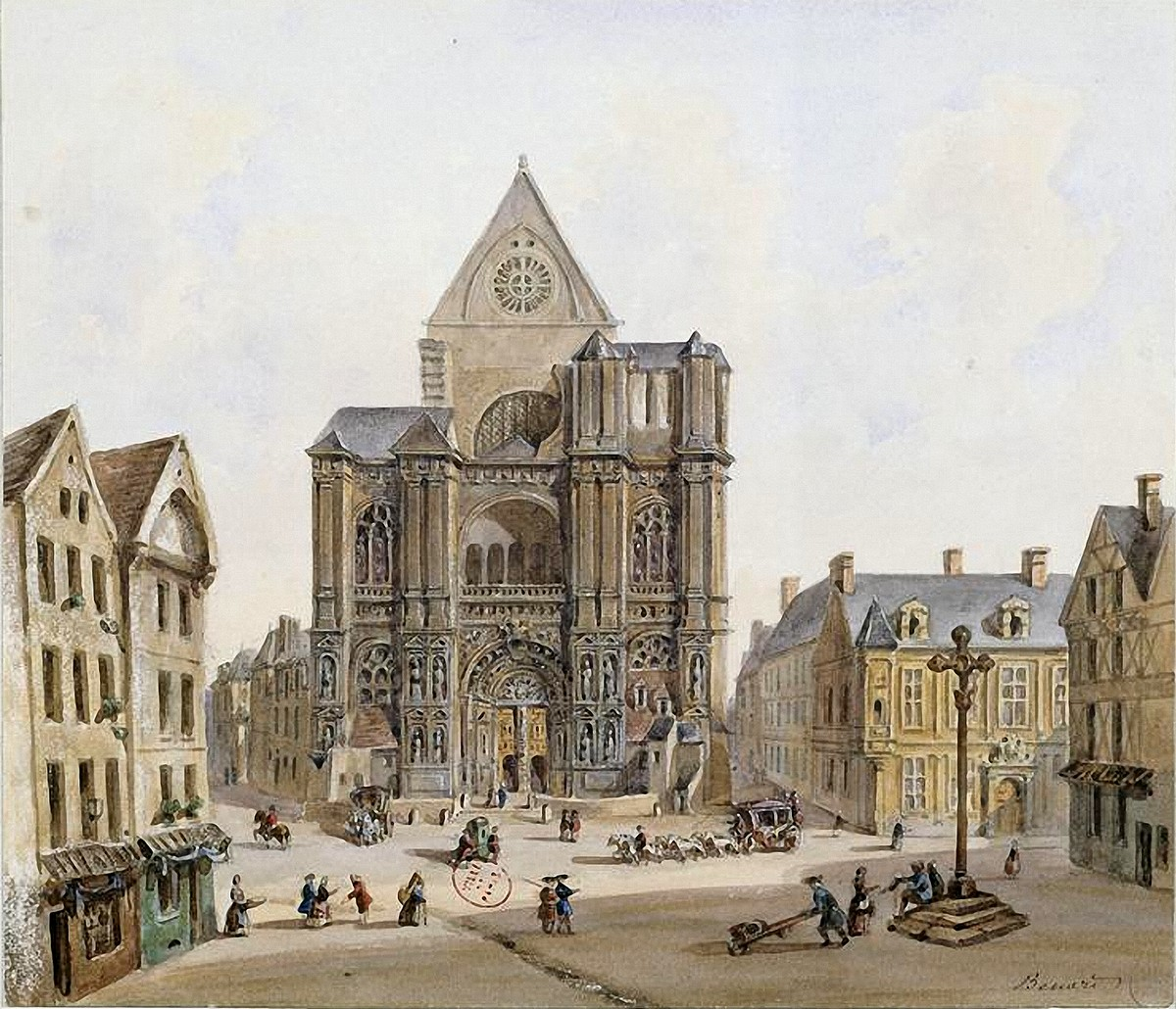
Antigua fachada del siglo XVI
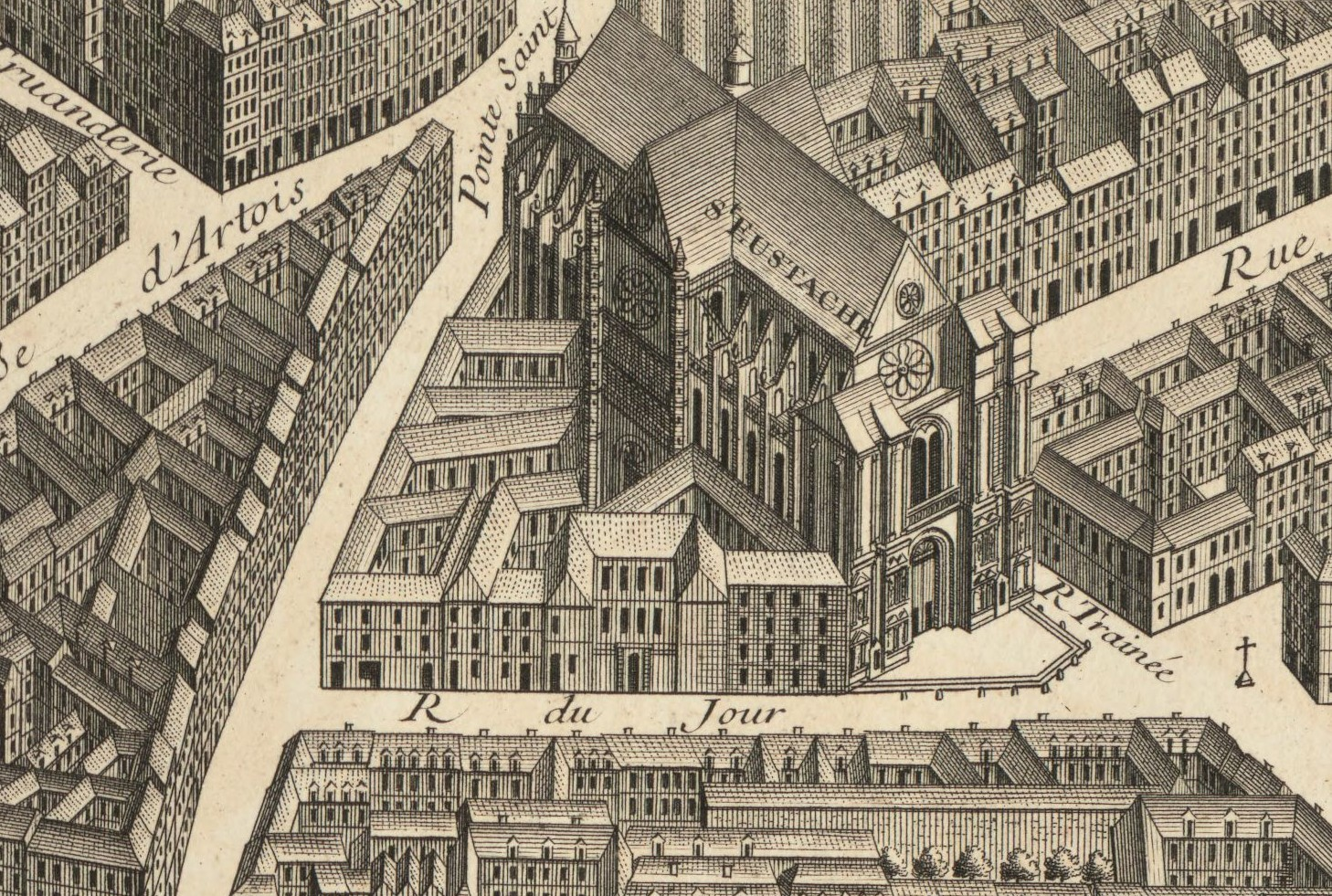
La iglesia anterior a 1739 sobre el plano de Turgot

### La iglesia de 1754

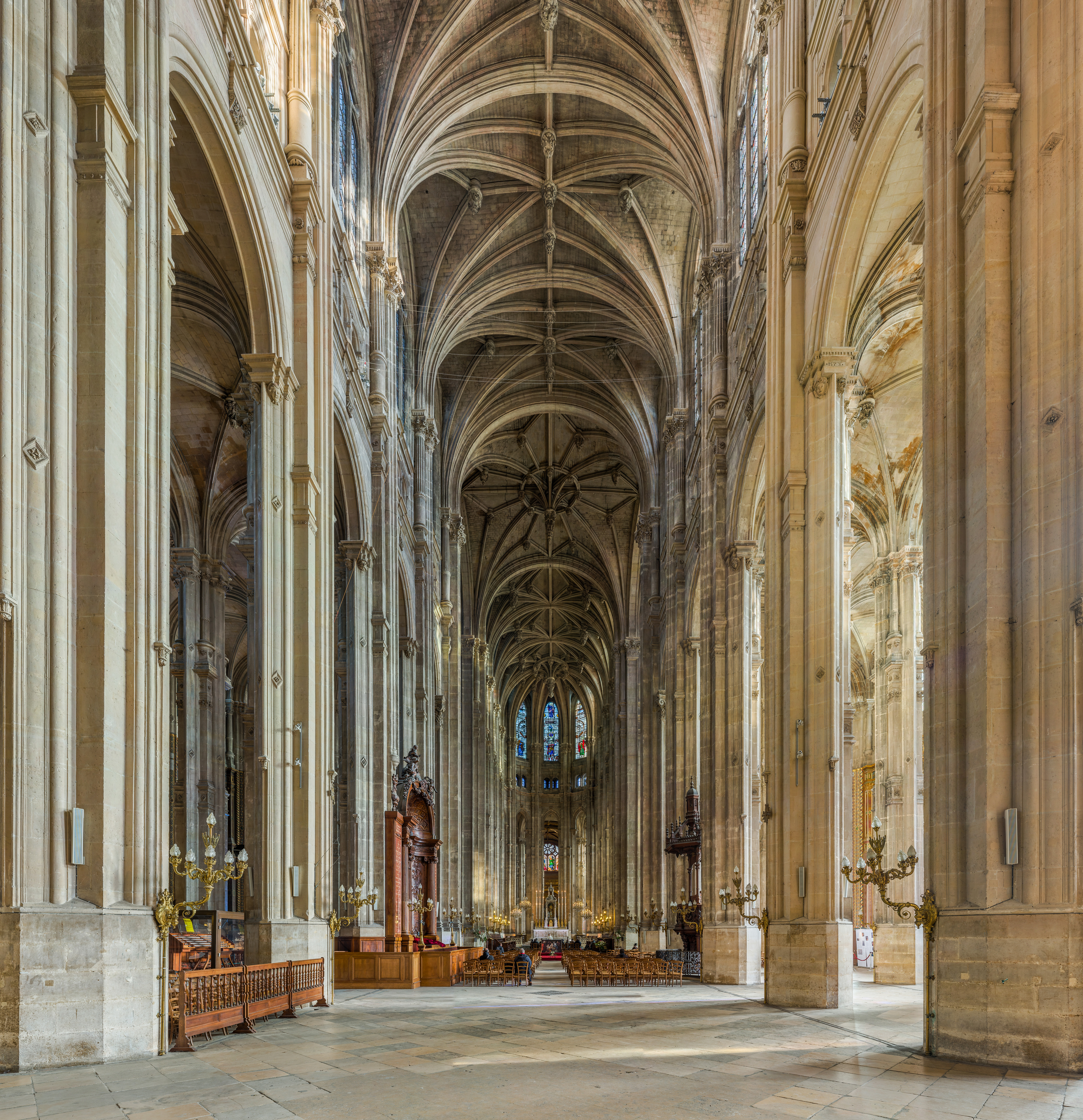
El interior visto desde la entrada occidental

La antigua fachada occidental de San Eustaquio, cuyas torres se quedaron sin terminar, se vio debilitada por la construcción de dos capillas encargadas en 1665 por Colbert. Los cimientos debieron ser reconstruidos, y se decidió rehacerla. Un nuevo proyecto fue dibujado por Louis Le Vau del que Colbert debía garantizar la financiación.
Sin embargo se demoró la reanudación hasta el 22 de mayo de 1754, cuando el duque de Chartres colocó la primera piedra. Jean Hardouin-Mansart de Jouy se convirtió en el arquitecto. Su construcción se prolongó por falta de medios, y el proyecto inicial, que incluía dos torres de dos plantas comunicadas entre ellas por una galería, se vio transformada por el pesado frontón que aplasta fachada.
El arquitecto Moreau terminó la ejecución. La torre sur está todavía permanece inacabada.
La iglesia, ya grande, probablemente habría alcanzado un tamaño y altura impresionante si las dificultades en su desarrollo hubieran sido menos numerosas.

Proyectos y evolución de la fachada occidental de San Eustaquio
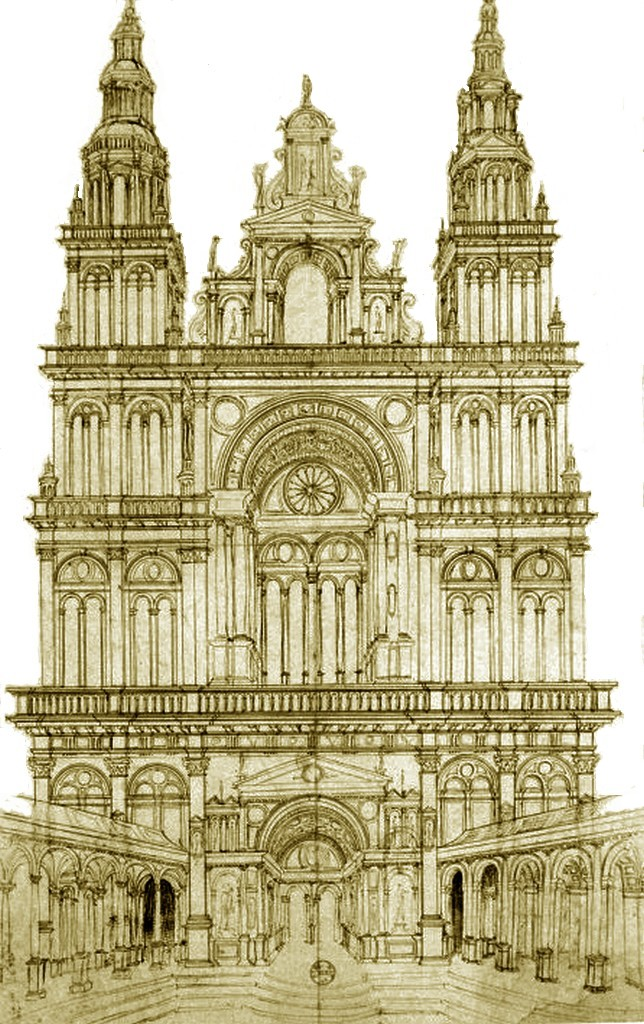
Fachada dibujada por Jaques Androuet du Cerceau.
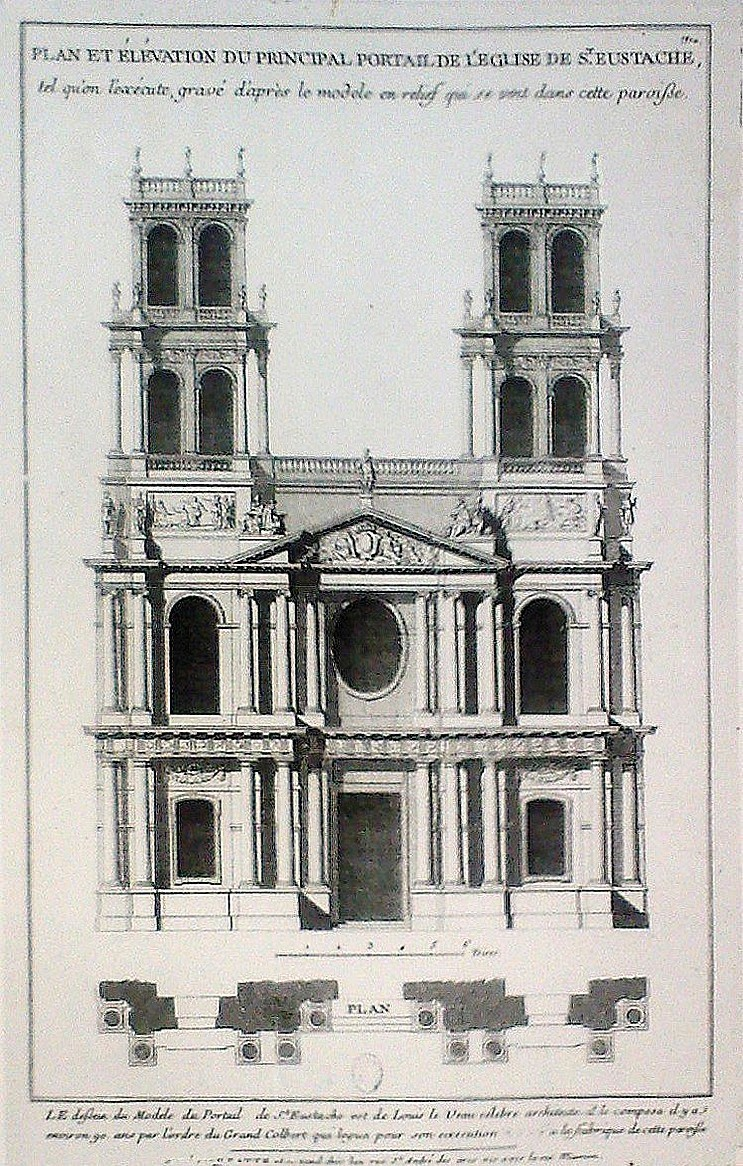
Fachada dibujada por Louis Le Vau en el siglo XVII
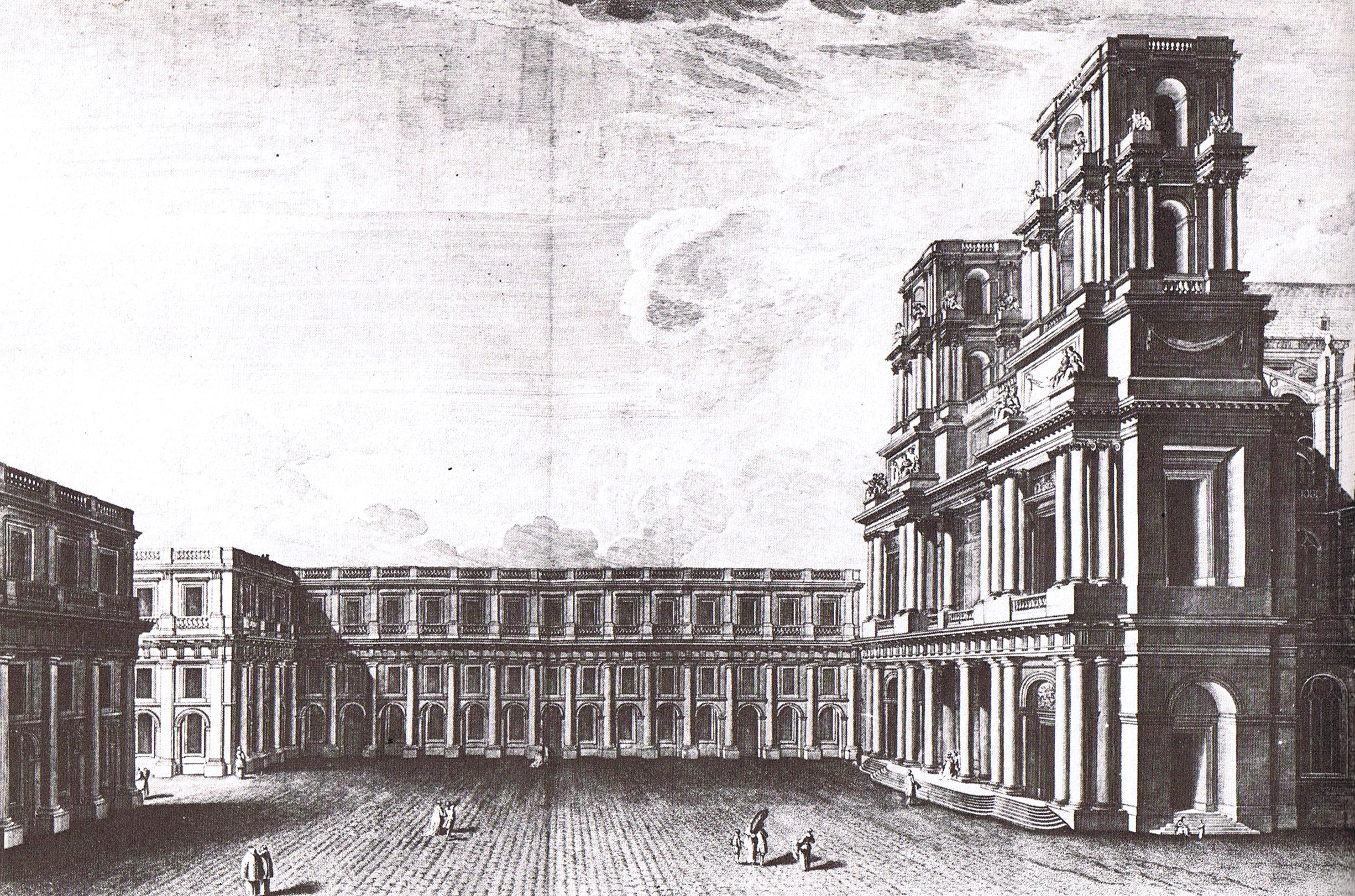
Proyecto de acondicionamiento de la plaza de San Eustaquio, de Jean Hardouin-Mansart de Jouy (1754).
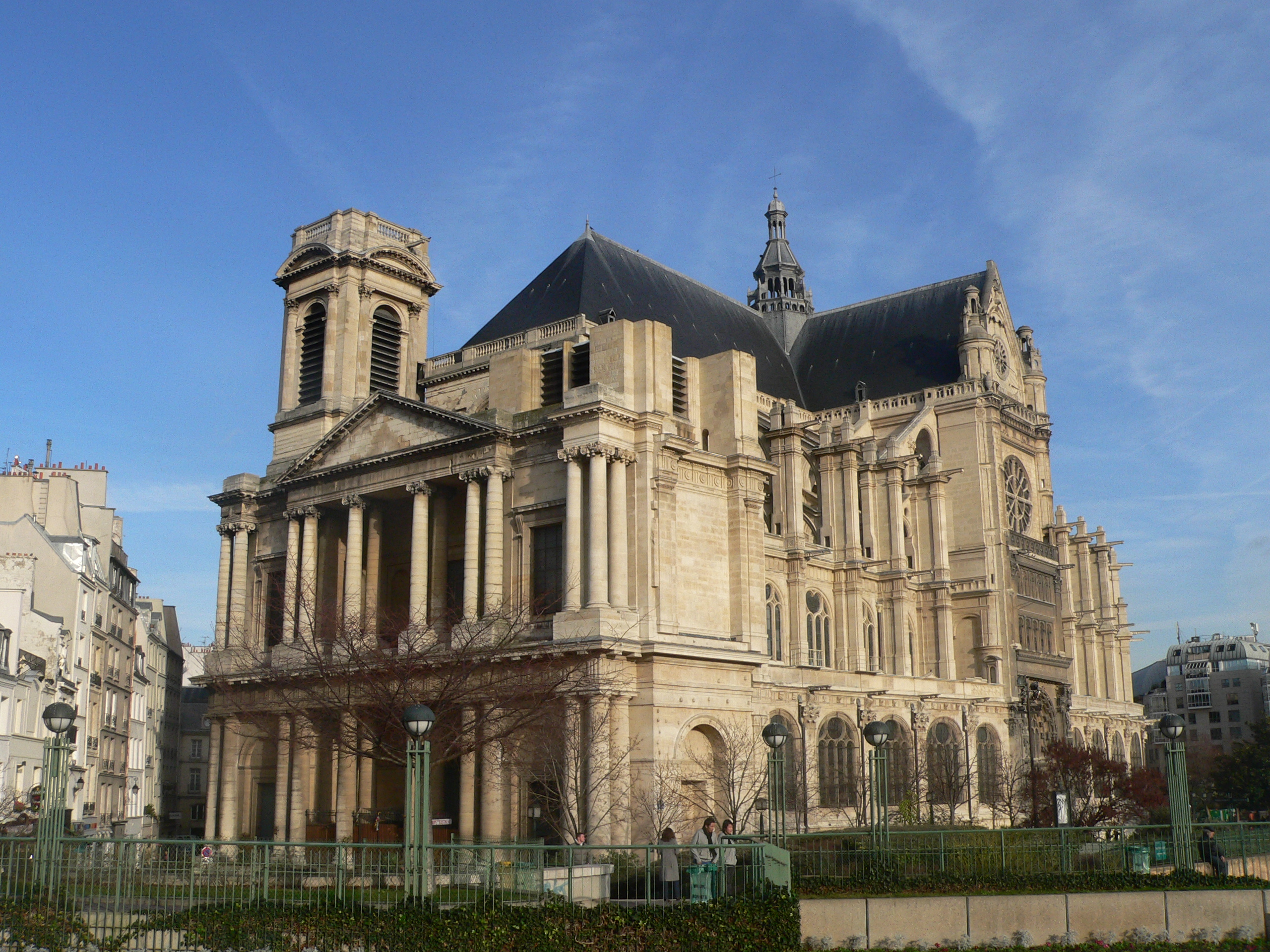
Fachada actual con su torre sur, inacabada.

### Restauración tras la Revolución
Según la literatura turística del lugar, durante la Revolución Francesa la iglesia, como la mayoría de las iglesias de París, fue profanada y saqueada y se utilizó durante un tiempo como granero. La iglesia fue restaurada después de la Revolución y sigue en uso hoy en día. Varios impresionantes pinturas de Rubens permanecen en la iglesia hoy. Cada verano, se celebran en ella conciertos de órgano para conmemorar los estrenos en la iglesia del Te Deum de Berlioz y Christus de Liszt en 1886.

## Personalidades y acontecimientos
La Iglesia de San Eustaquio fue el lugar de celebración de muchos bautismos, matrimonios y entierros de grandes personalidades.
- Bautismos: Richelieu (1585), Molière (1622),[4] Jean-François Regnard (1655) y Madame de Pompadour (1721).
- Comuniones: Louis XIV, en 1649.
- Bodas: Sully (1583) con Anne de Courtenay; Pomponne (1660) con Catalina Ladvocat y Lully (1662), con Madeleine Lambertet.

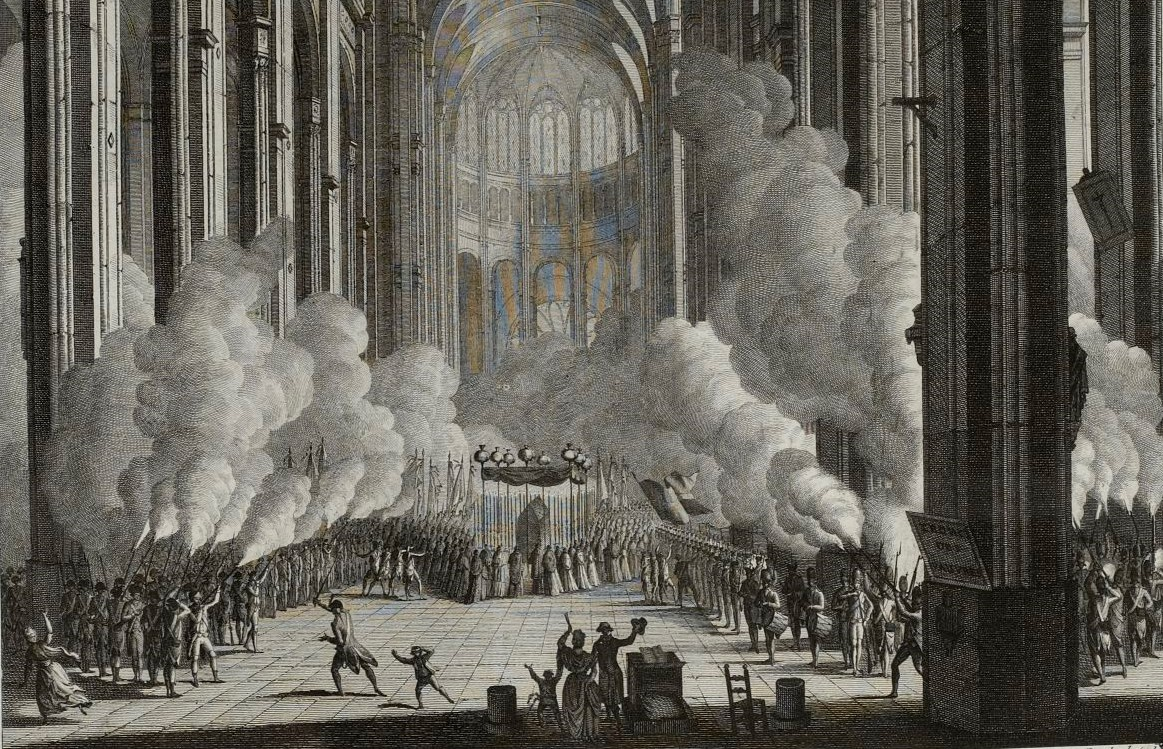
Funerales de Mirabeau, el 4 de abril de 1791, (Museo de la Revolución francesa).

- Enterramientos: Vincent Voiture (1648), Claude Favre de Vaugelas (1650), Colbert (1683), Scaramouche (Tiberio Fiorelli) (1694), l'amiral de Tourville (1701), Élisabeth Jacquet de La Guerre (1729), Mme de Tencin (1749), Marivaux (1763), Rameau (1764), François de Chevert (1769), Susan Feilding, Countess of Denbigh y la escritora Marie de Gournay.
- Funerales: La Fontaine (1685), Anna Maria Pertl, madre de Mozart (1778), y Mirabeau (1791).
- Velatorios: el cuerpo de Mirabeau permaneció en la iglesia el día después de su muerte, el 3 de agosto de 1791, cuando Joseph-Antoine Cerutti pronunció su oración fúnebre, antes de ser trasladado al Panteón.

La oración fúnebre de Turenne fue pronunciada en la iglesia en 1676 por Fléchier. También fue en San Eustaquio donde Jean-Baptiste Massillon pronunció su sermón sobre el pequeño número de elegidos en 1704.
Berlioz llevó a cabo aquí la primera interpretación de su Te Deum el 30 de abril de 1855. Liszt, el 25 de marzo de 1866, presidió la interpretación de su Messe solennelle dirigida por Edouard Colonne.
El 18 de diciembre de 2012, el cantante Laurent Voulzy grabó el concierto que dio en la iglesia como parte de su gira Lys & Love Tour.

## Arquitectura

### Una arquitecturagótico-renacentista
La arquitectura híbrida de la iglesia de San Eustaquio fue rápidamente criticada.

El arquitecto ha hecho aparecer una terrible confusión del Gótico y del Antiguo y ha corrompido y masacrado tanto uno como otro, por así decirlo, que no se puede distinguir en ello nada regular y soportable; de modo que uno debe quejarse con razón del gran gasto que se hizo en esta Fábrica, bajo la dirección del miserable maestro que haya hecho los dibujos.
L'architecte y a fait paraître une horrible confusion du Gothique et de l'Antique et a tellement corrompu et massacré l'un et l'autre, pour ainsi dire, que l'on n'y peut rien distinguer de régulier et de supportable ; ce qui fait que l'on doit plaindre avec raison la grande dépense que l'on a faite dans cette Fabrique, sous la conduite du misérable maçon qui en a donnné les dessins.
G. Brice, Description nouvelle de la vile de Paris, 5e édition, 1706

Se quería aplicar las formas de la arquitectura antigua romana, que se conocía mal, en el sistema de construcción de las iglesias ojivales, que se despreciaba sin entenderlas. Fue bajo esta inspiración indecisa que se inició y completó la gran iglesia de San Eustaquio en París, monumento mal concebido, mal construido, amasijo confuso de escombros tomados de todos los lados, sin conexión y sin armonía; suerte de esqueleto gótico vestido con harapos romanos cosidos entre sí como las piezas de un disfraz de arlequín
On voulait appliquer les formes de l’architecture romaine antique, que l’on connaissait mal, au système de construction des églises ogivales, que l’on méprisait sans les comprendre. C’est sous cette inspiration indécise que fut commencée et achevée la grande église de Saint-Eustache de Paris, monument mal conçu, mal construit, amas confus de débris empruntés de tous côtés, sans liaison et sans harmonie ; sorte de squelette gothique revêtu de haillons romains cousus ensemble comme les pièces d’un habit d’arlequin.
Viollet-le-Duc, Dictionnaire raisonné de l’architecture française du XIe au XVIe siècle, 1854-1868

### Exterior de la iglesia
El edificio fue considerado durante mucho tiempo como una iglesia real gracias a su proximidad con el alto lugar de la monarquía, el Palais du Louvre.
Los símbolos de San Eustaquio, santo que antes de su conversión había amado mucho la caza, se ha recordado en varias ocasiones; están, por ejemplo, en la parte superior de los brazos del transepto (norte y sur) o en pedestales dentro de la iglesia.

Símbolos de san Eustaquio
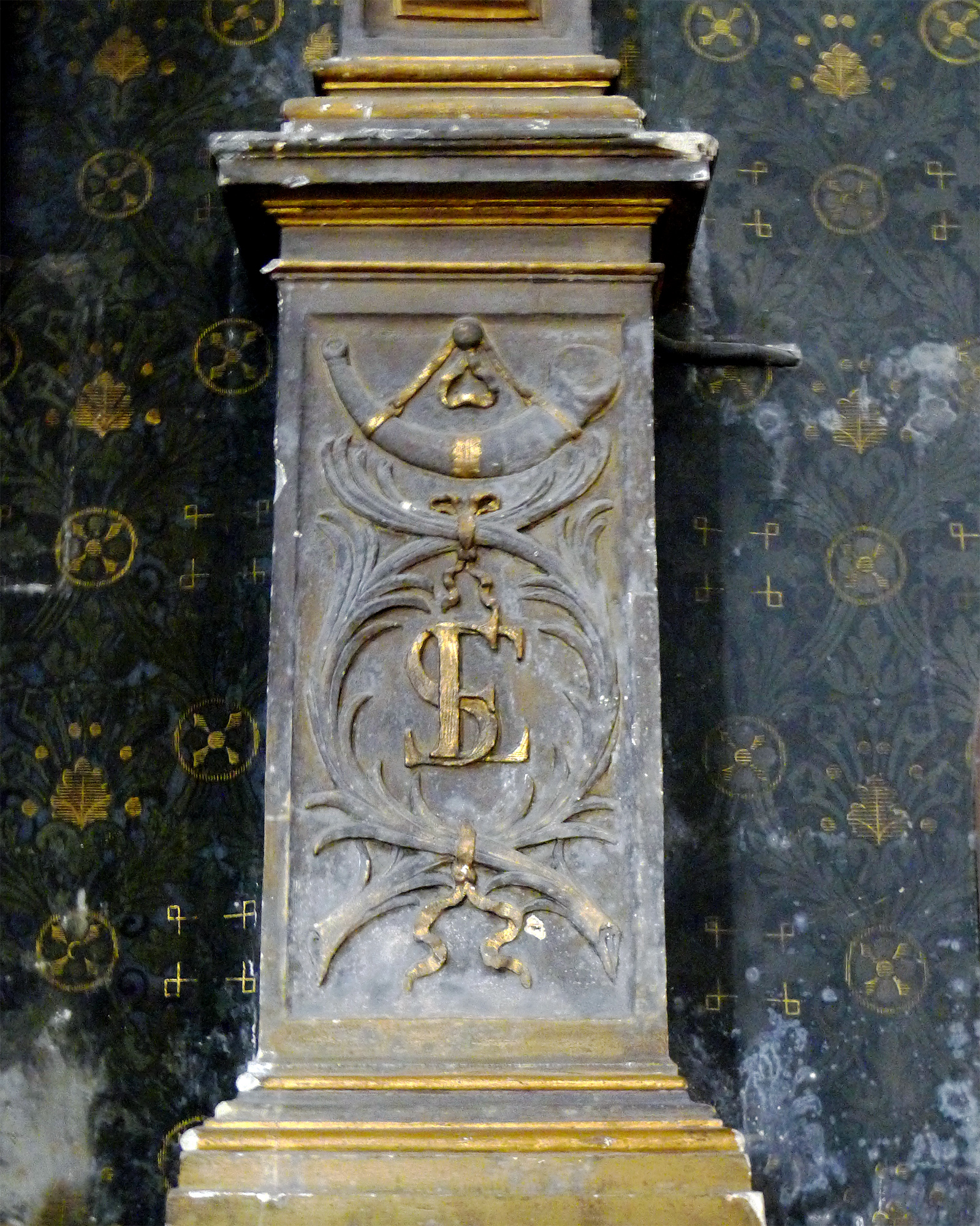
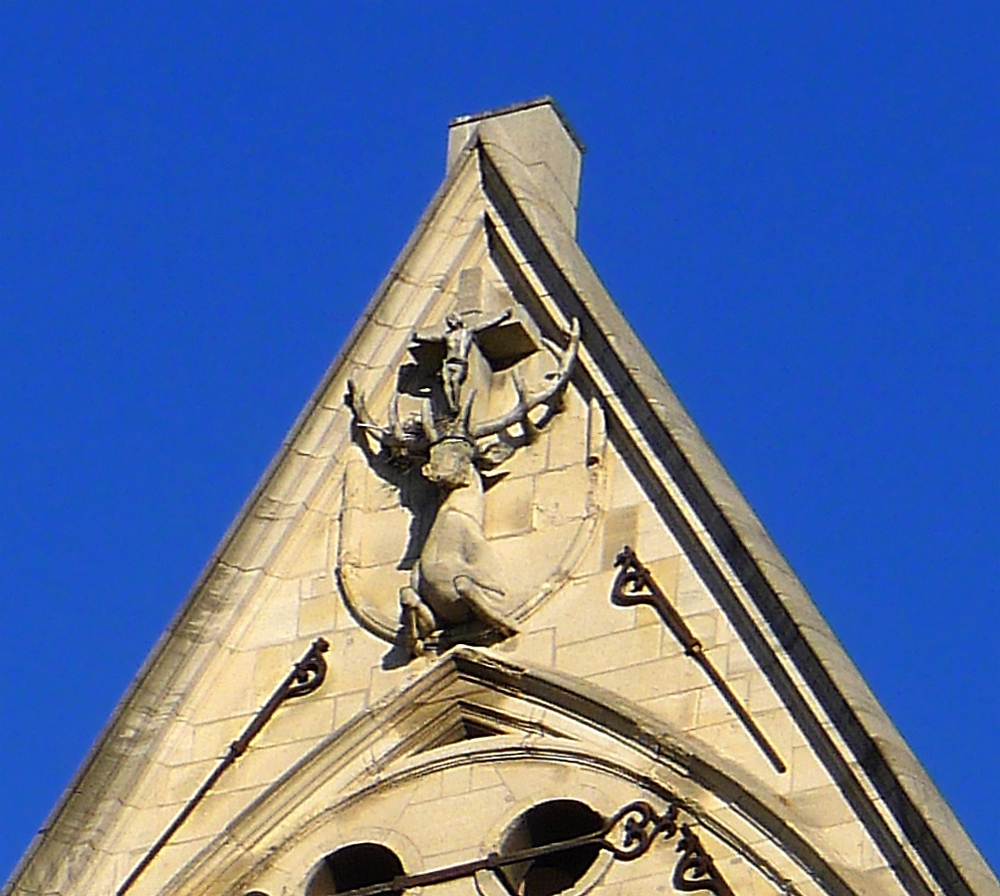

Vistas generales
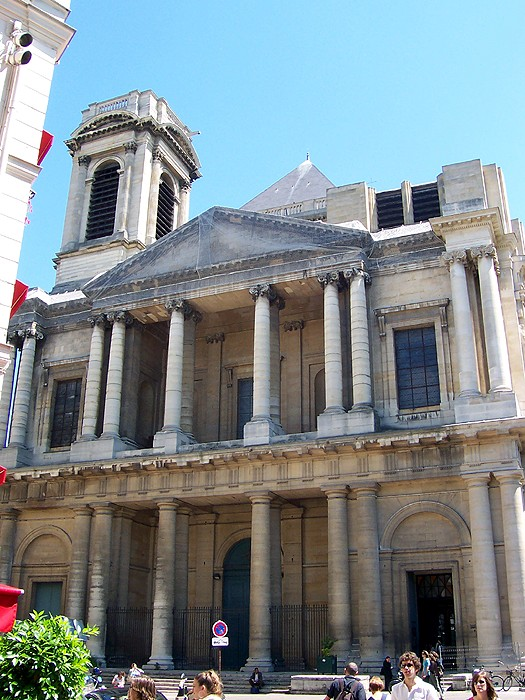
Fachada oeste
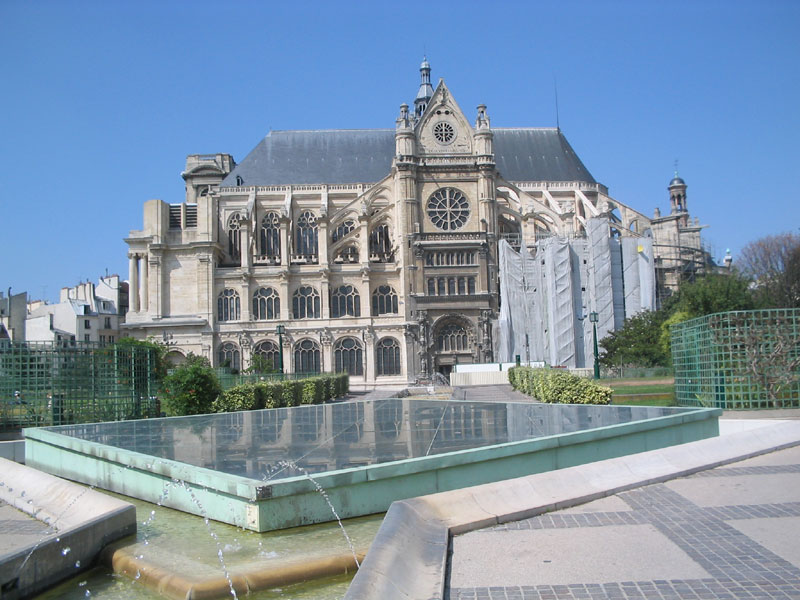
Vista del sur, desde el jardin de Les Halles
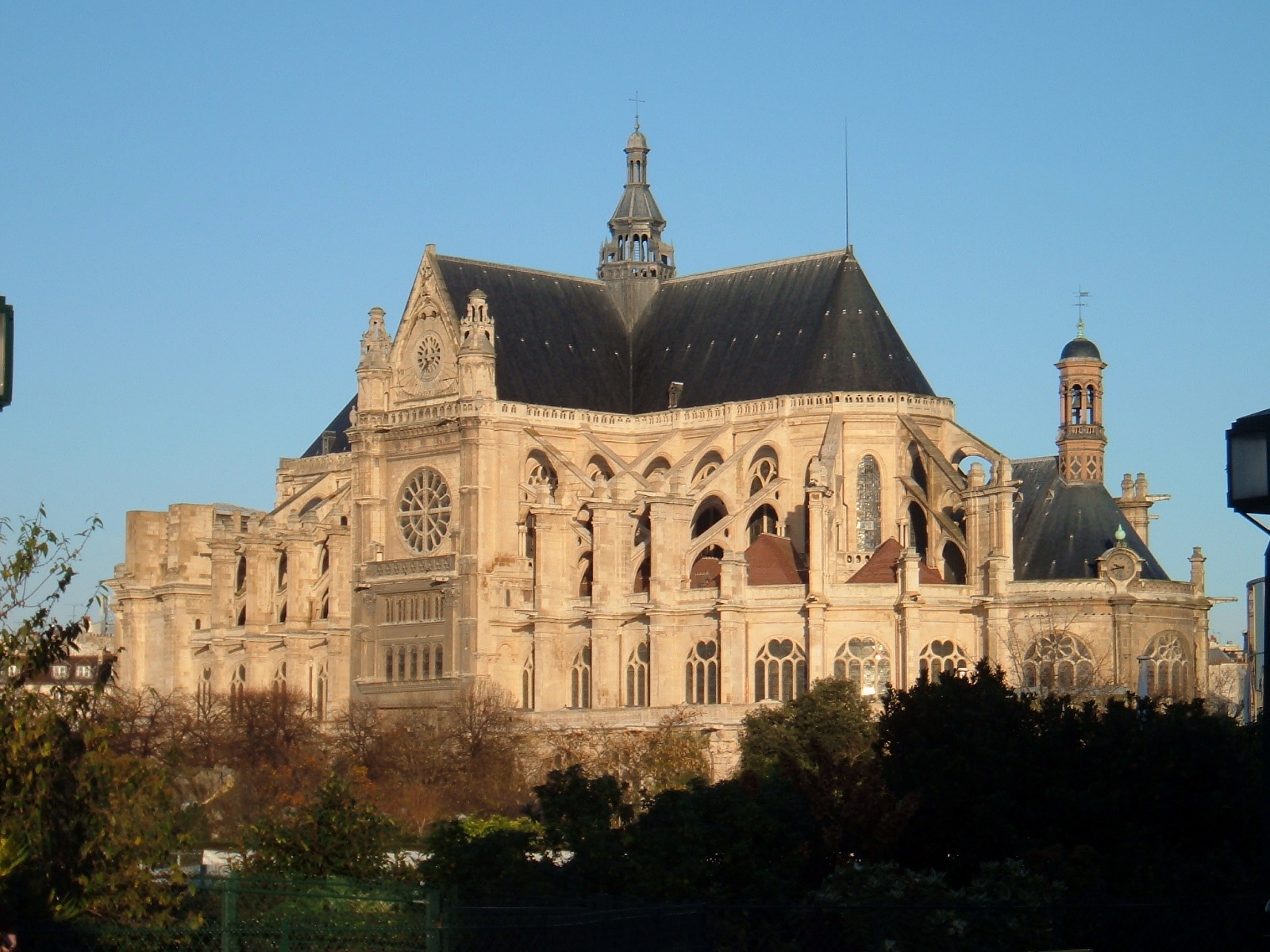
Vista sureste
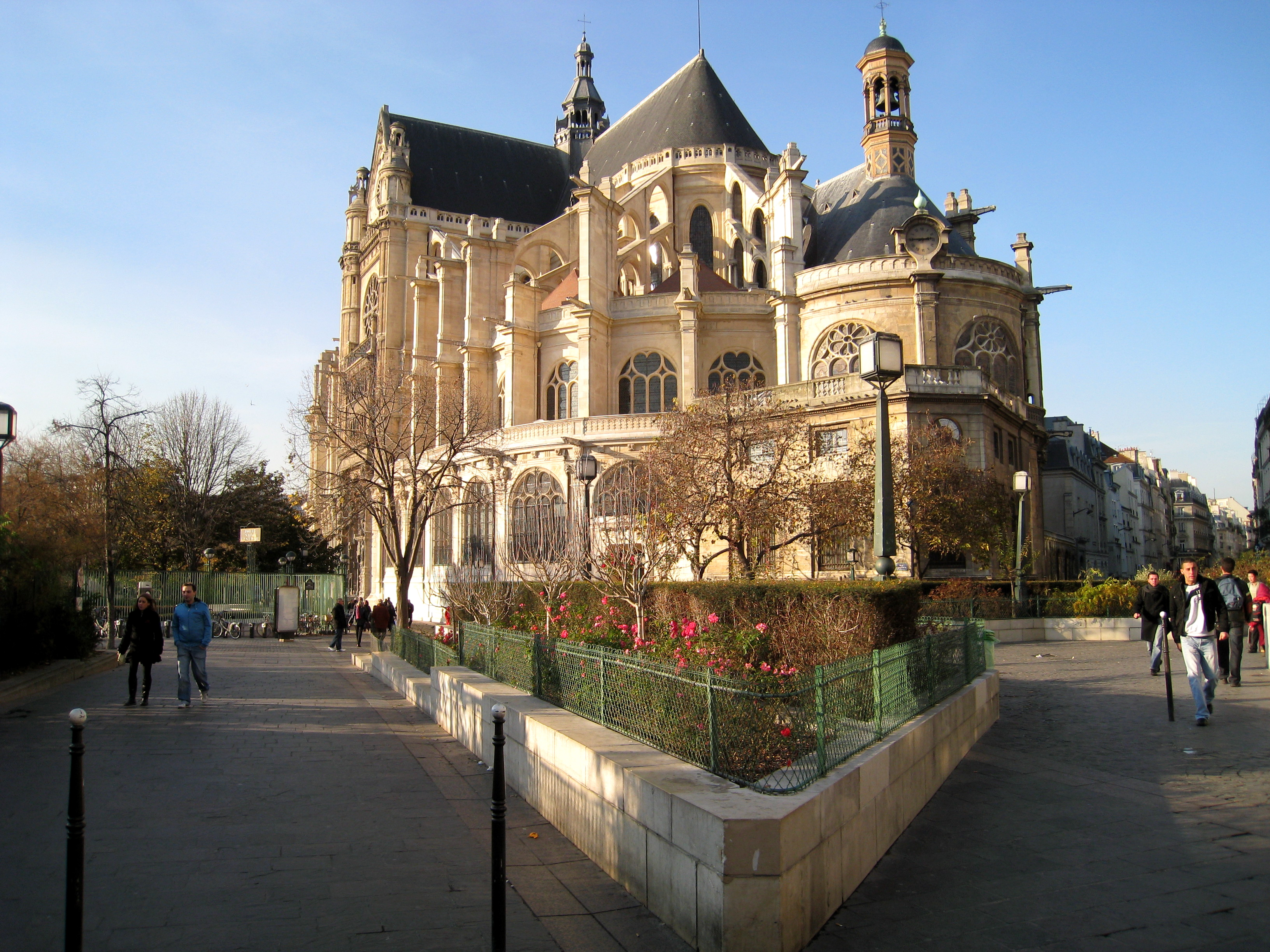
Ángulo sureste

Detalles de la cabecera
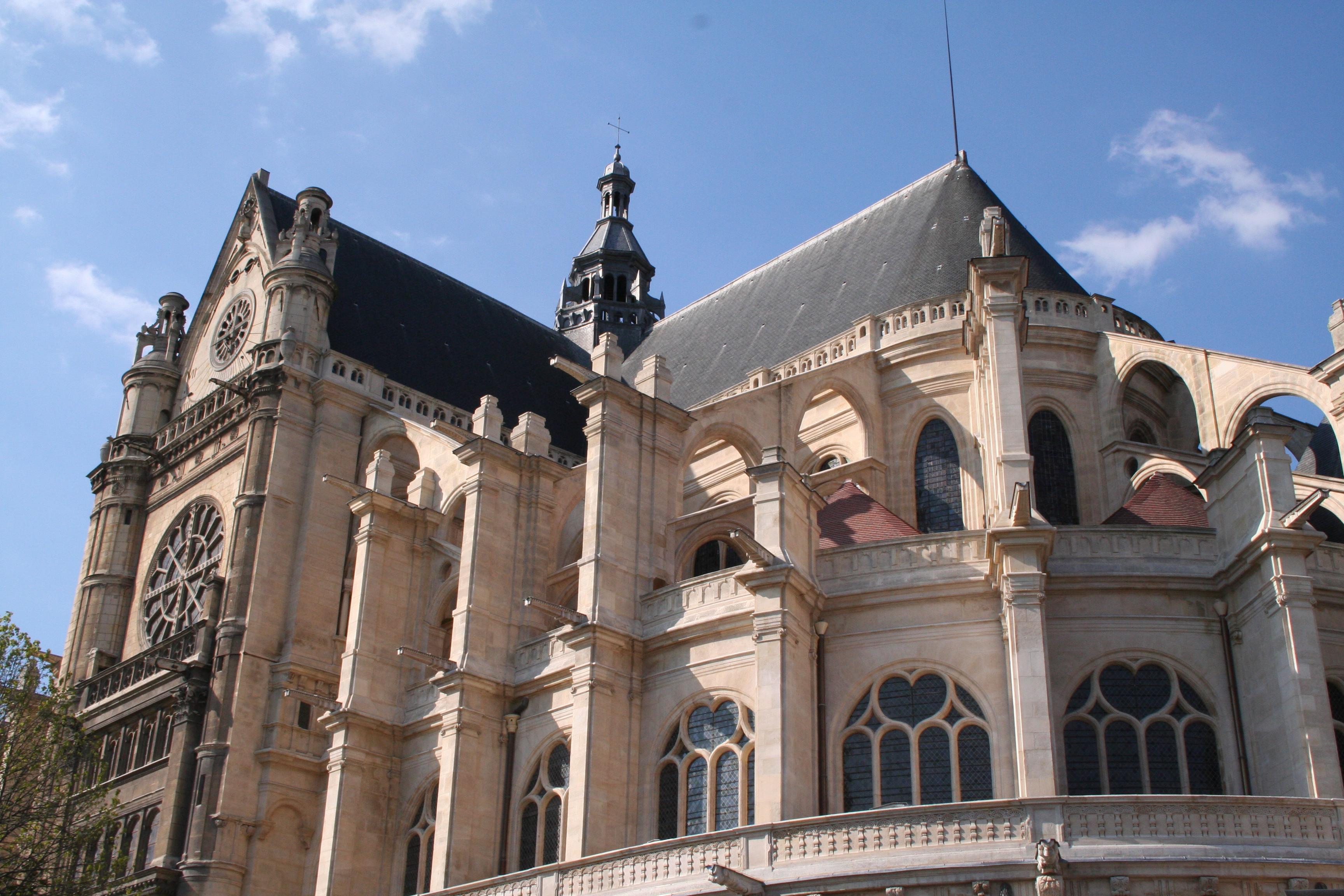
Vista sobre el coro
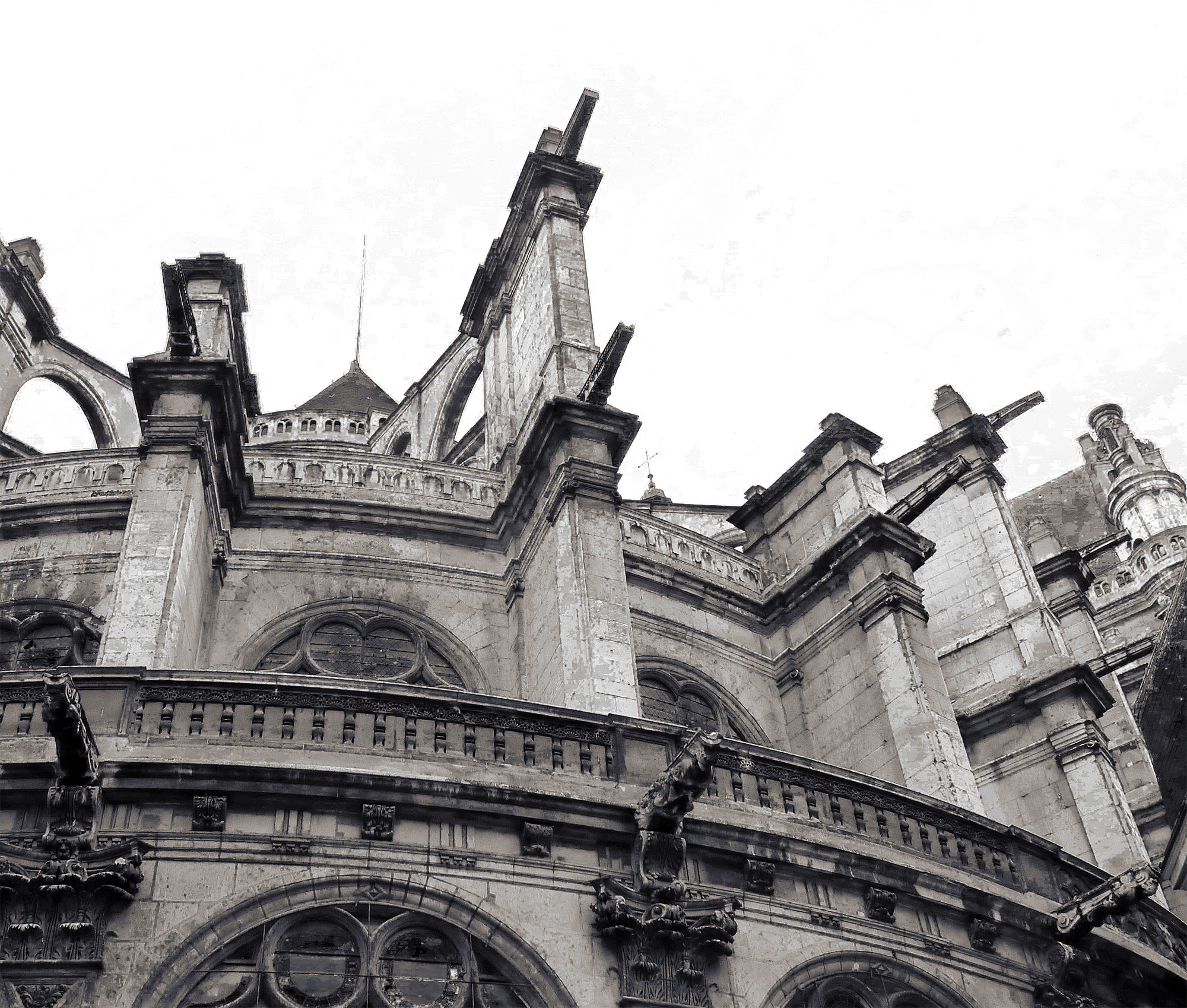
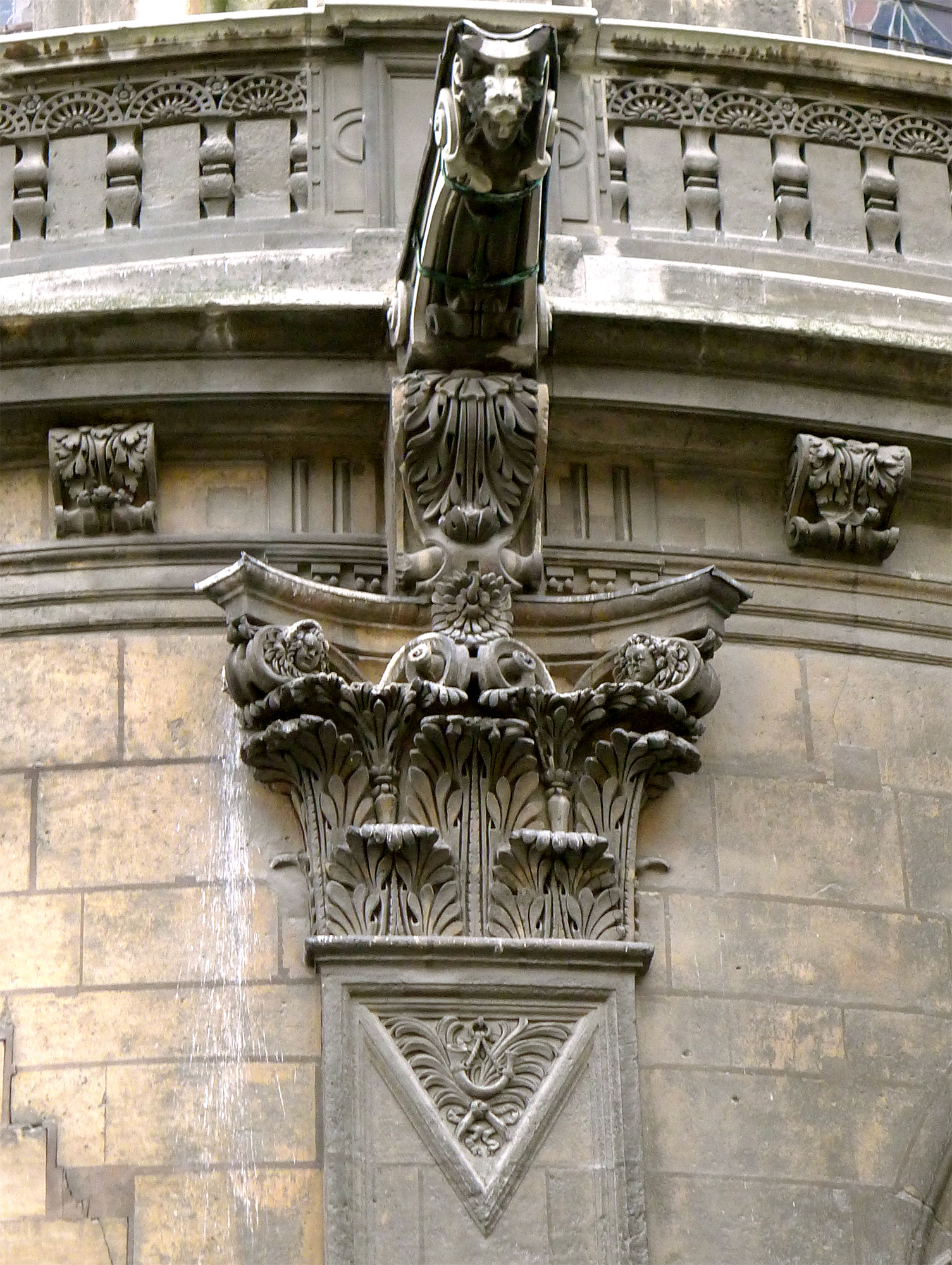
Detalle arquitectónico

Entrada norte de la iglesia
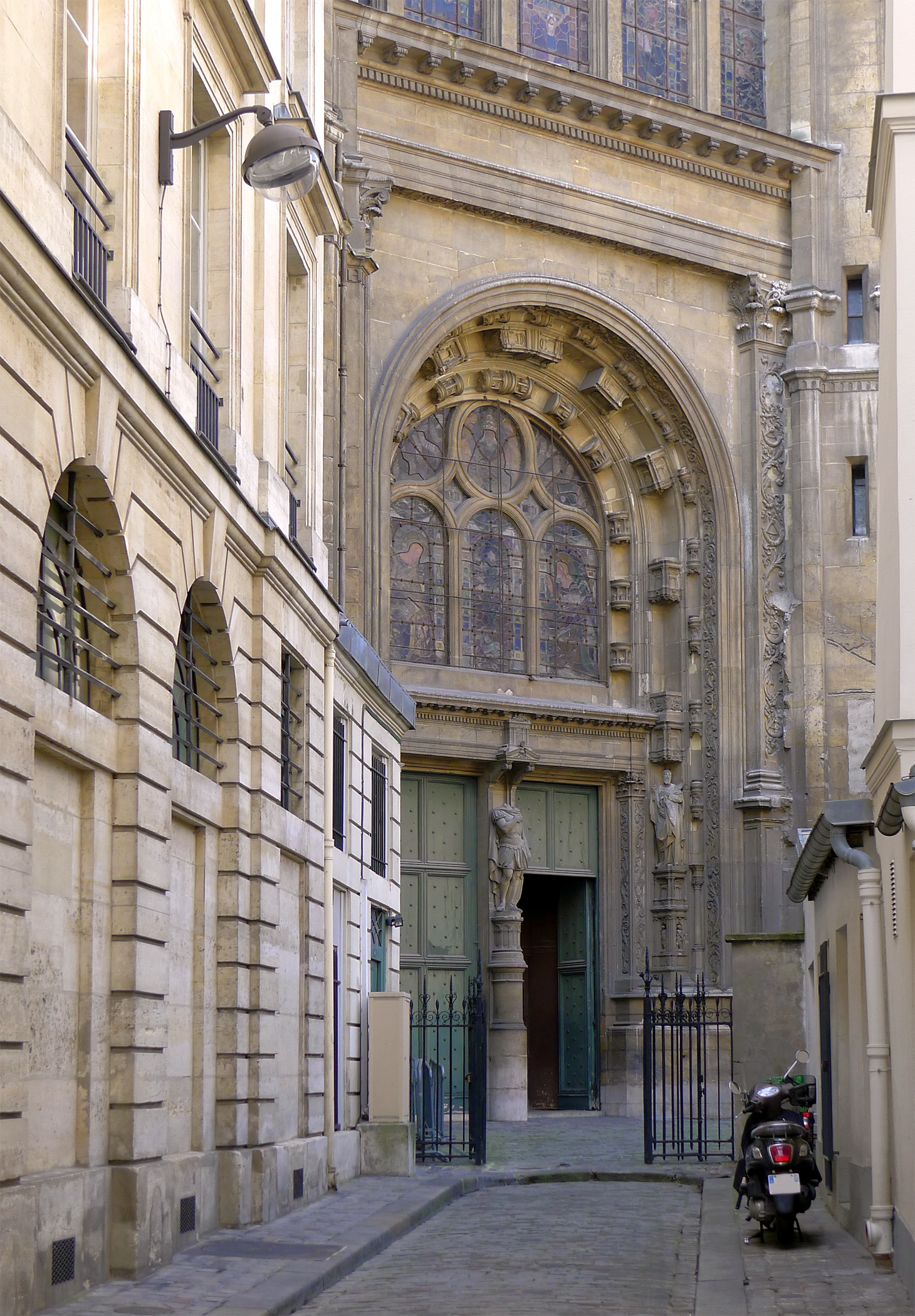
Entrada norte de la iglesia, impasse Saint-Eustache
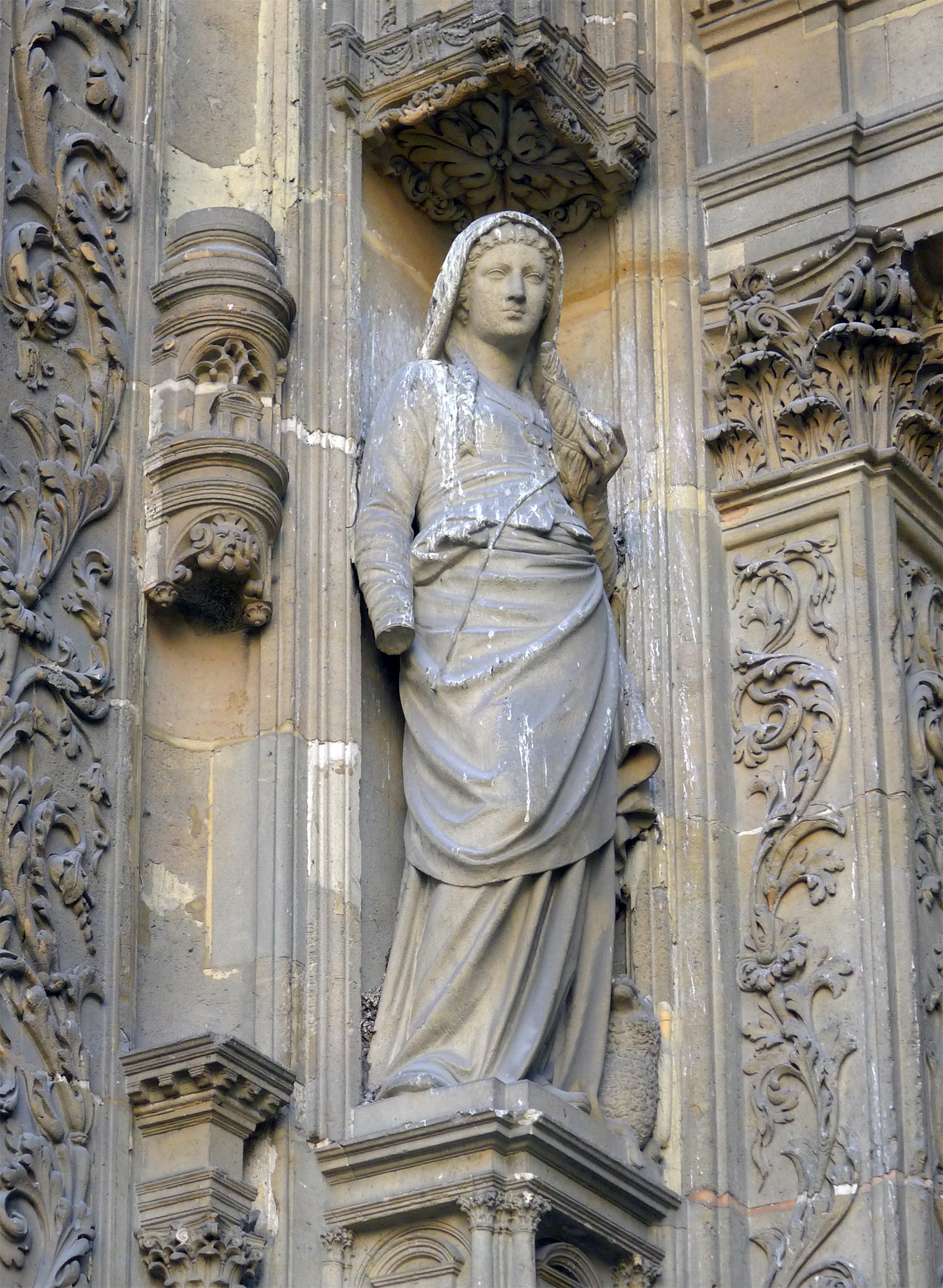
Estatua de santa Genoveva
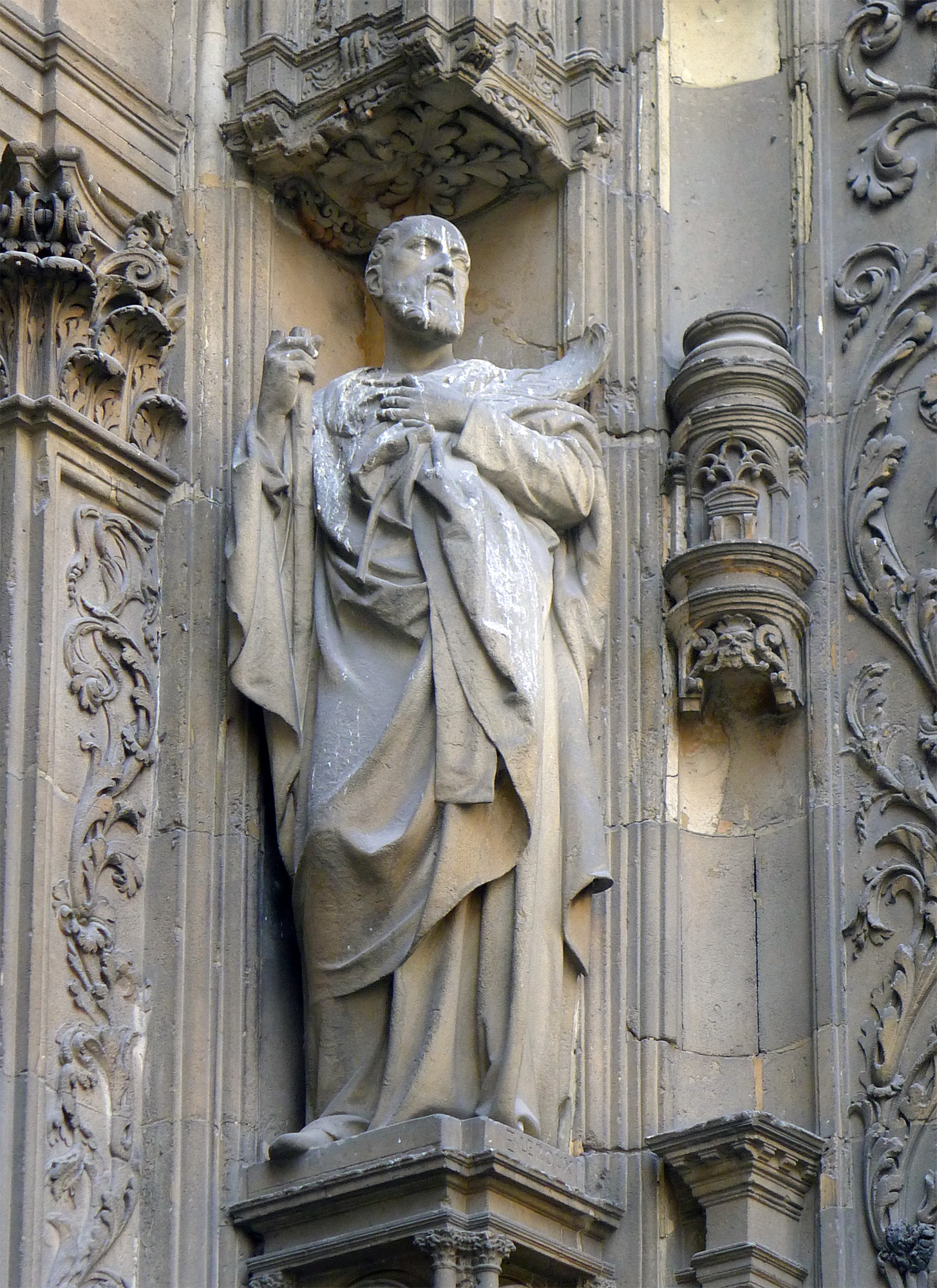
Estatua de san Denis

Transepto sur y su reloj solar'
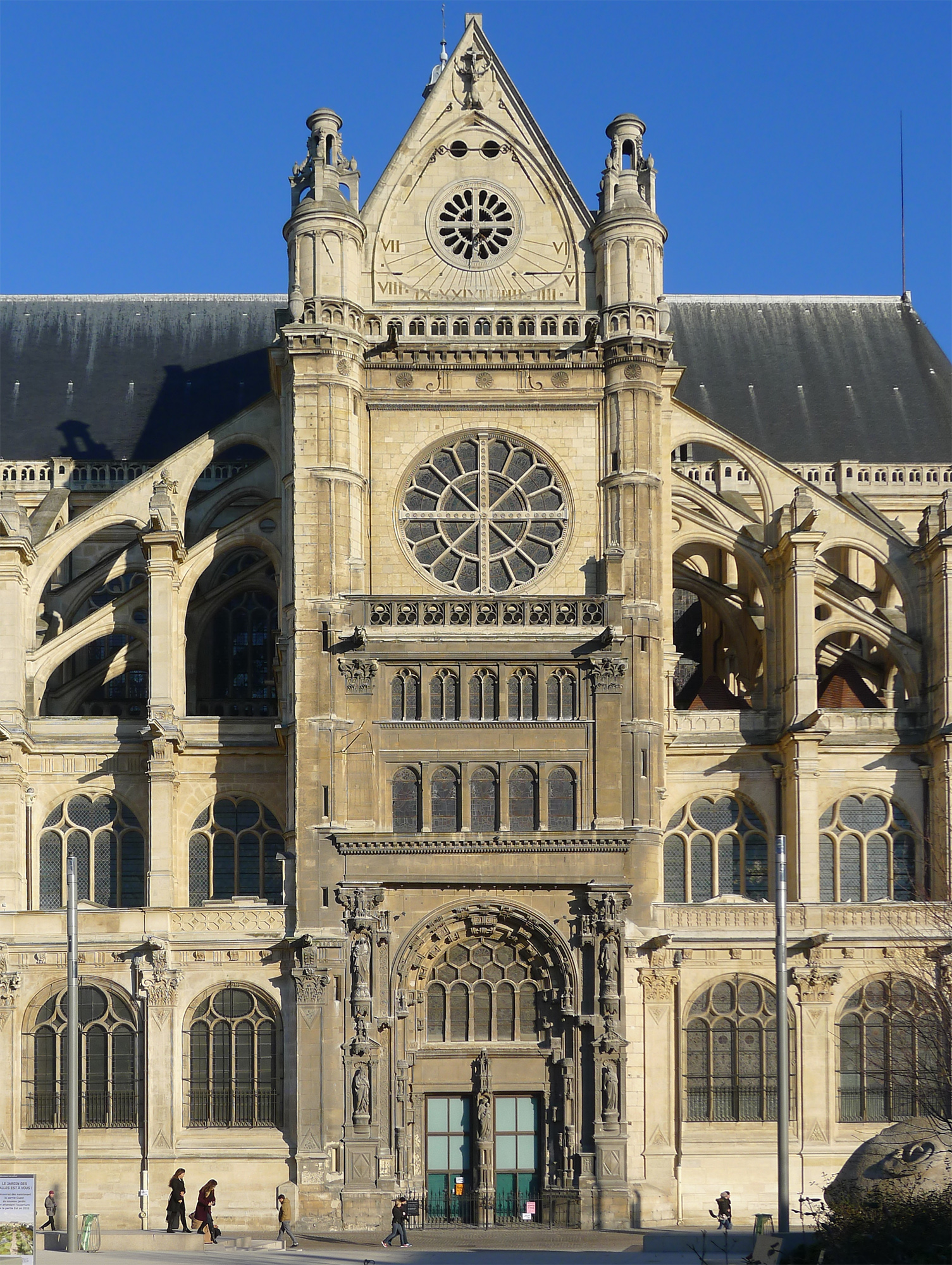
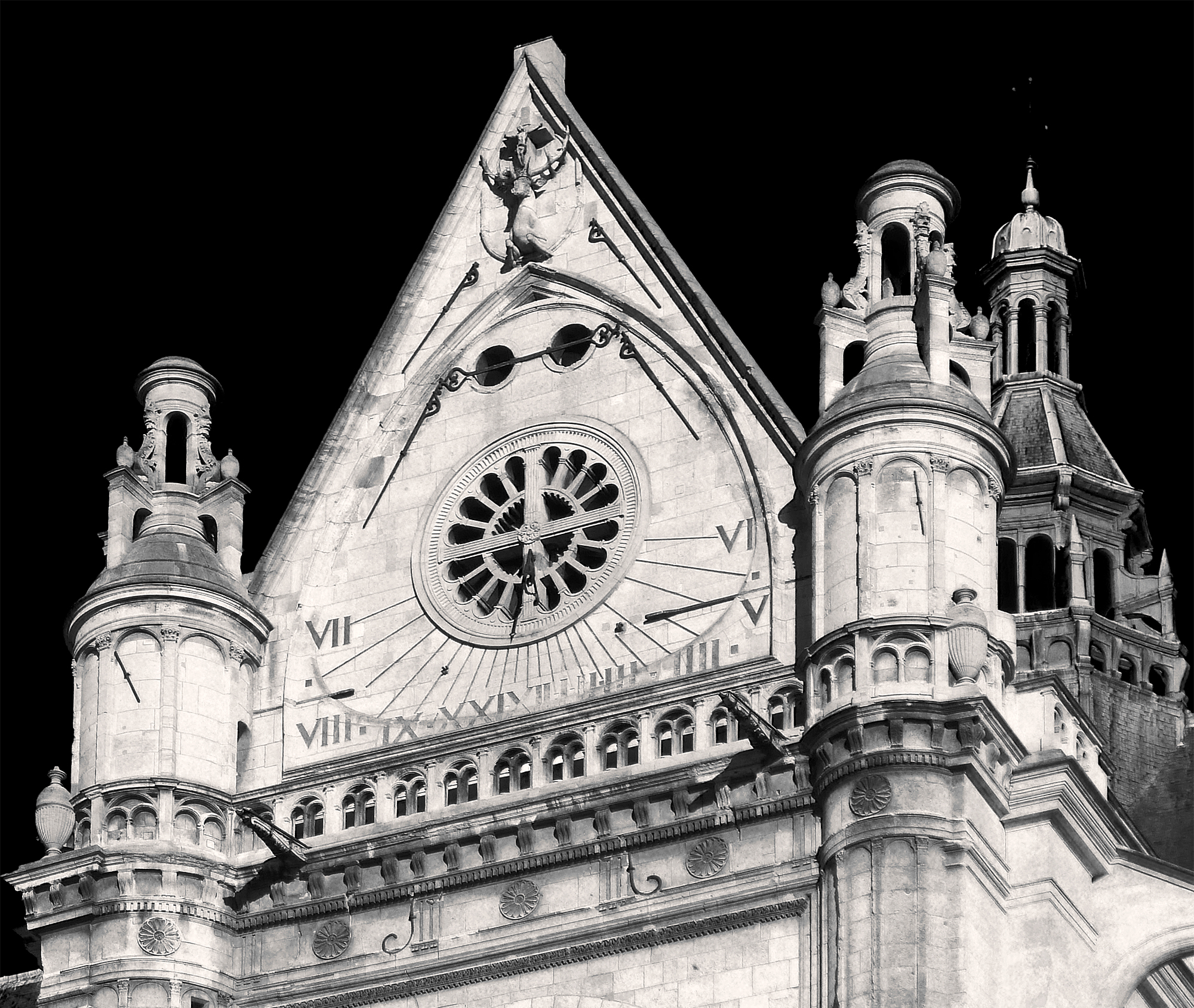

### Interior de la iglesia

Vistas del interior
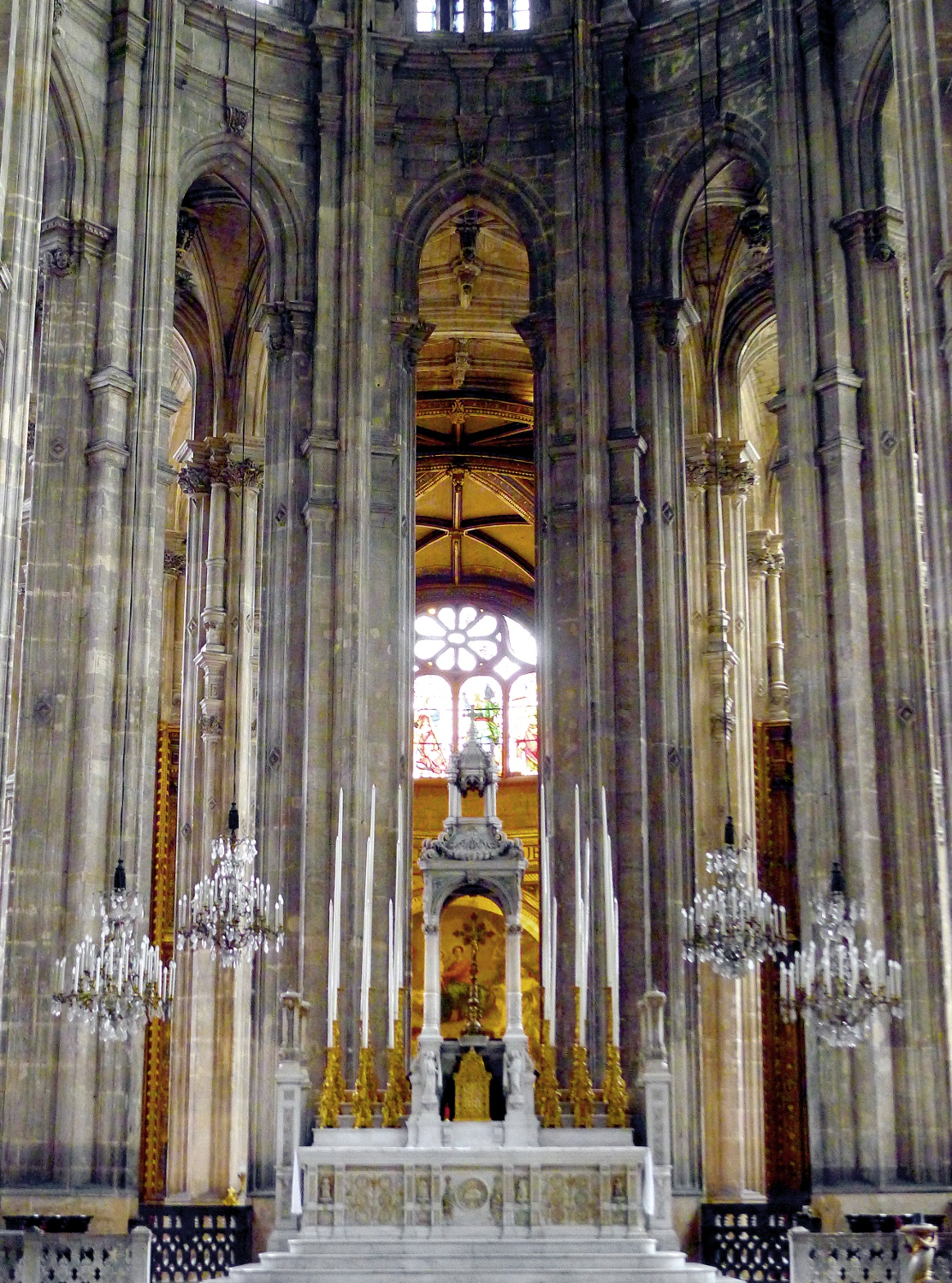
Coro
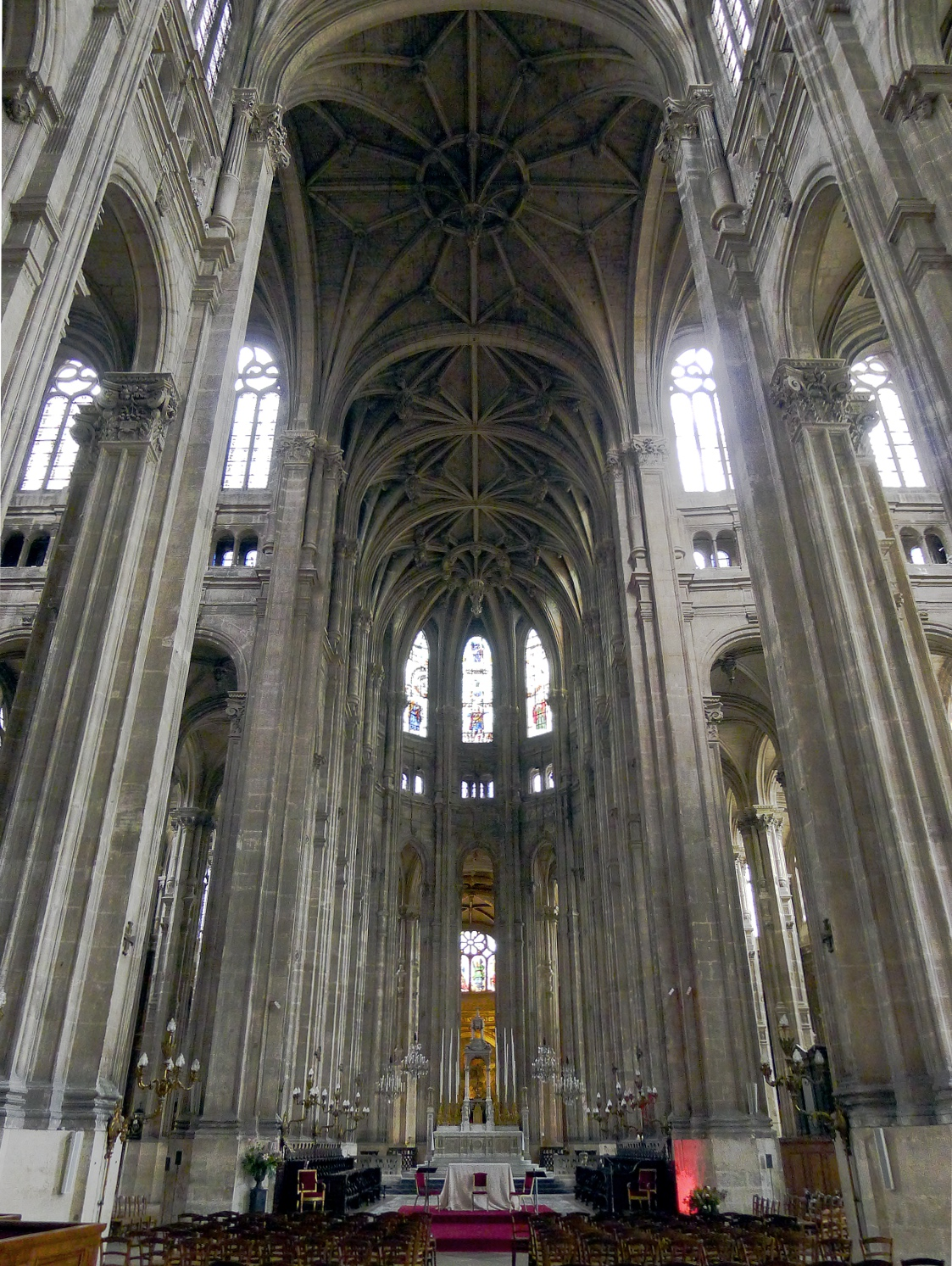
Nave y transepto
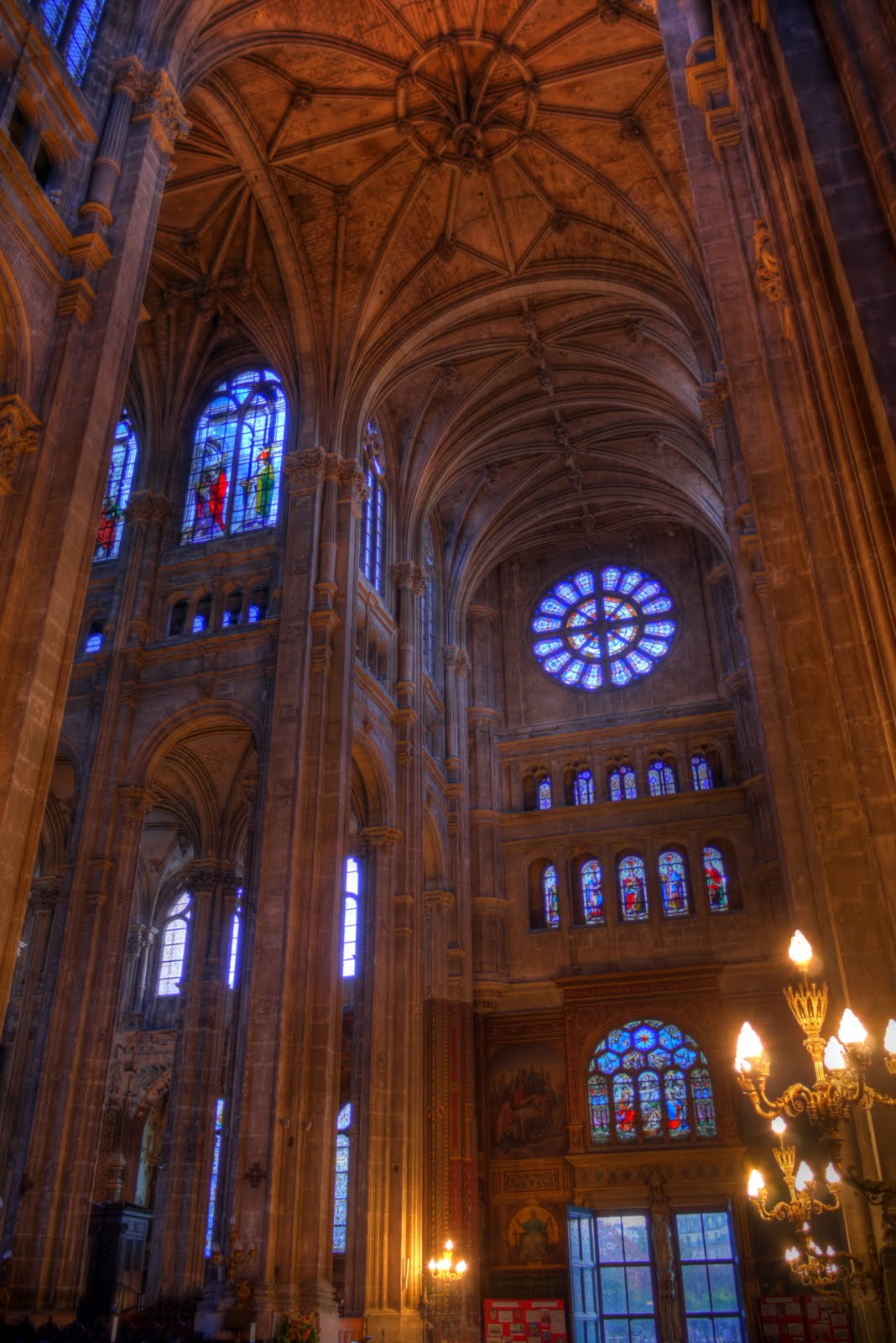
Transepto sur, rendu HDR desde arcos y vitrales
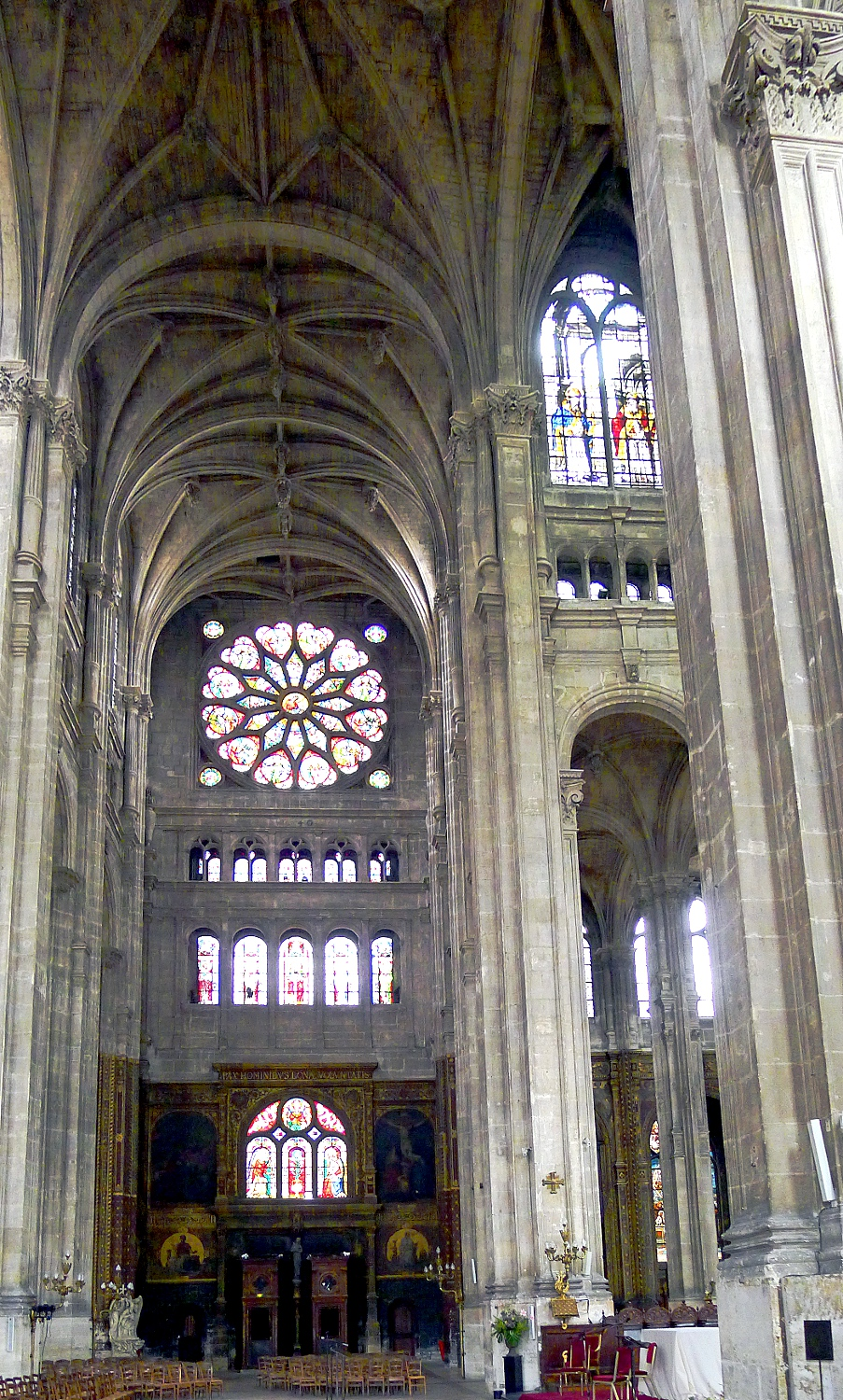
Transepto norte
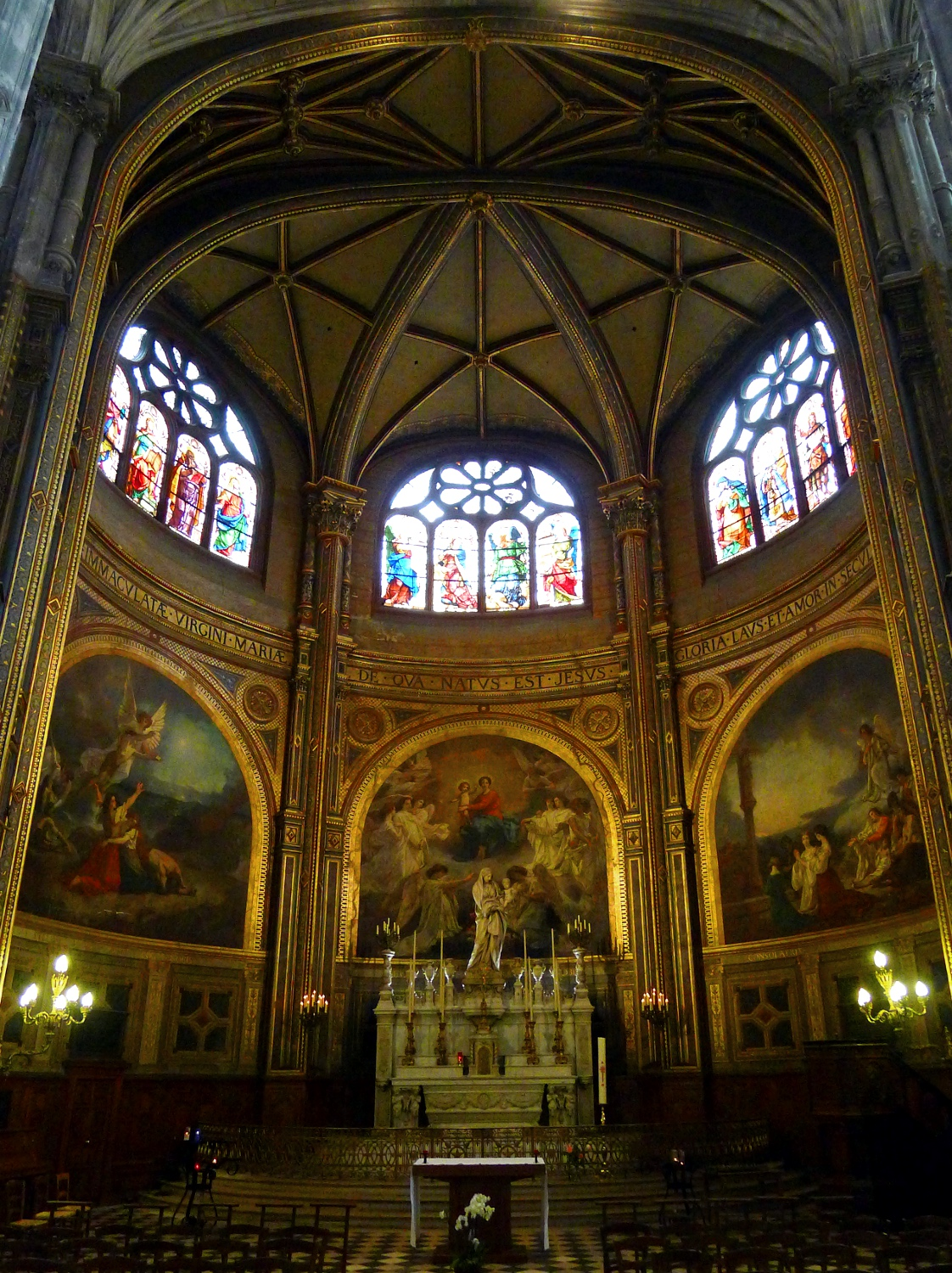
Capilla de la Virgen

#### Capillas
La iglesia tiene muchas capillas dispuestas tanto en las naves laterales como en el deambulatorio. Son las siguientes:
- Nave lateral izquierda

1. Capilla de la Rédemption
2. Capilla des Fonts baptismaux
3. Capilla Notre-Dame-des-Sept-Douleurs
4. Capilla Saint-Joseph
5. Capilla San Eustaquio

- Deambulatorio (lado izquierdo)

1. Capilla des Ménardeau
2. Capilla San Luis
3. Capilla Sainte-Geneviève
4. Capilla Saint-Vincent-de-Paul
5. Capilla Sainte-Madeleine
6. Capilla Saint-Pierre el exorcista
7. Capilla San Luis de Gonzaga

- Capilla axial

1. Capilla de la Virgen

- Deambulatorio (lado derecho)

1. Capilla des Catéchismes
2. Capilla de ma Miséricorde
3. Capilla San Andrés
4. Capilla de los Santos Ángeles
5. Capilla Santa Ana
6. Capilla Santa Inés
7. Capilla del Sagrado Corazón

- Nave lateral derecha

1. Capilla des Âmes du Purgatoire
2. Capilla Saints-Innocents
3. Capilla Sainte-Cécile
4. Capilla del Calvario
5. Capilla de la Villa de París

#### Capilla de la Virgen

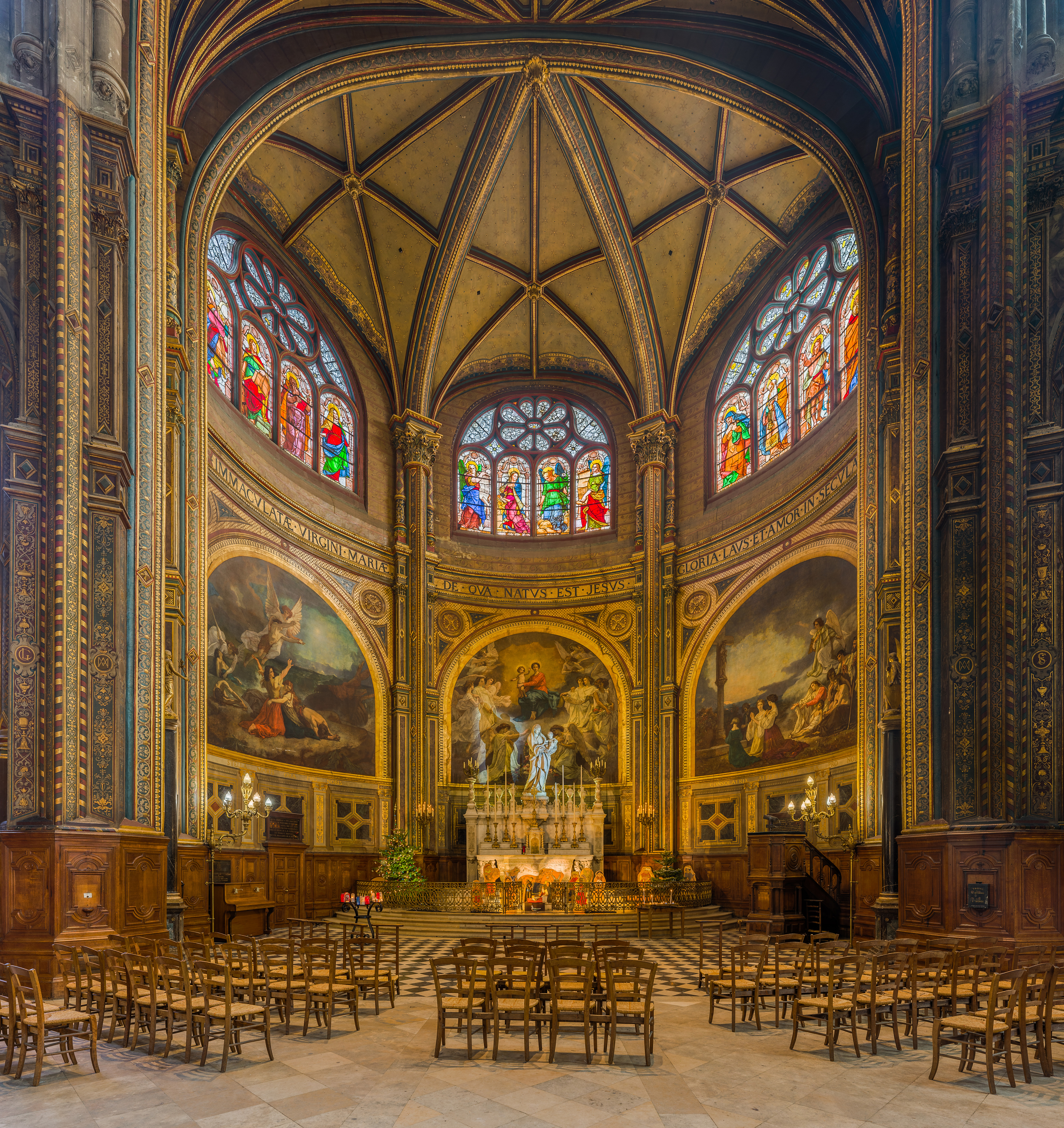
Capilla de la Virgen

La capilla de la Virgen fue construida en 1640 y restaurada desde 1801 a 1804. Fue inaugurada por Pio VII el 22 de diciembre de 1804 cuando fue a París para la coronación de Napoleón.
Esta capilla absidial, con una bóveda de crucería de cuatro tramos en callejón, tiene en su centro una escultura de la Virgen con el Niño de Jean-Baptiste Pigalle que el pintor Thomas Couture puso en valor con tres grandes frescoss sobre temas de la Virgen.

Pinturas de la capilla de la Virgen de Thomas Couture
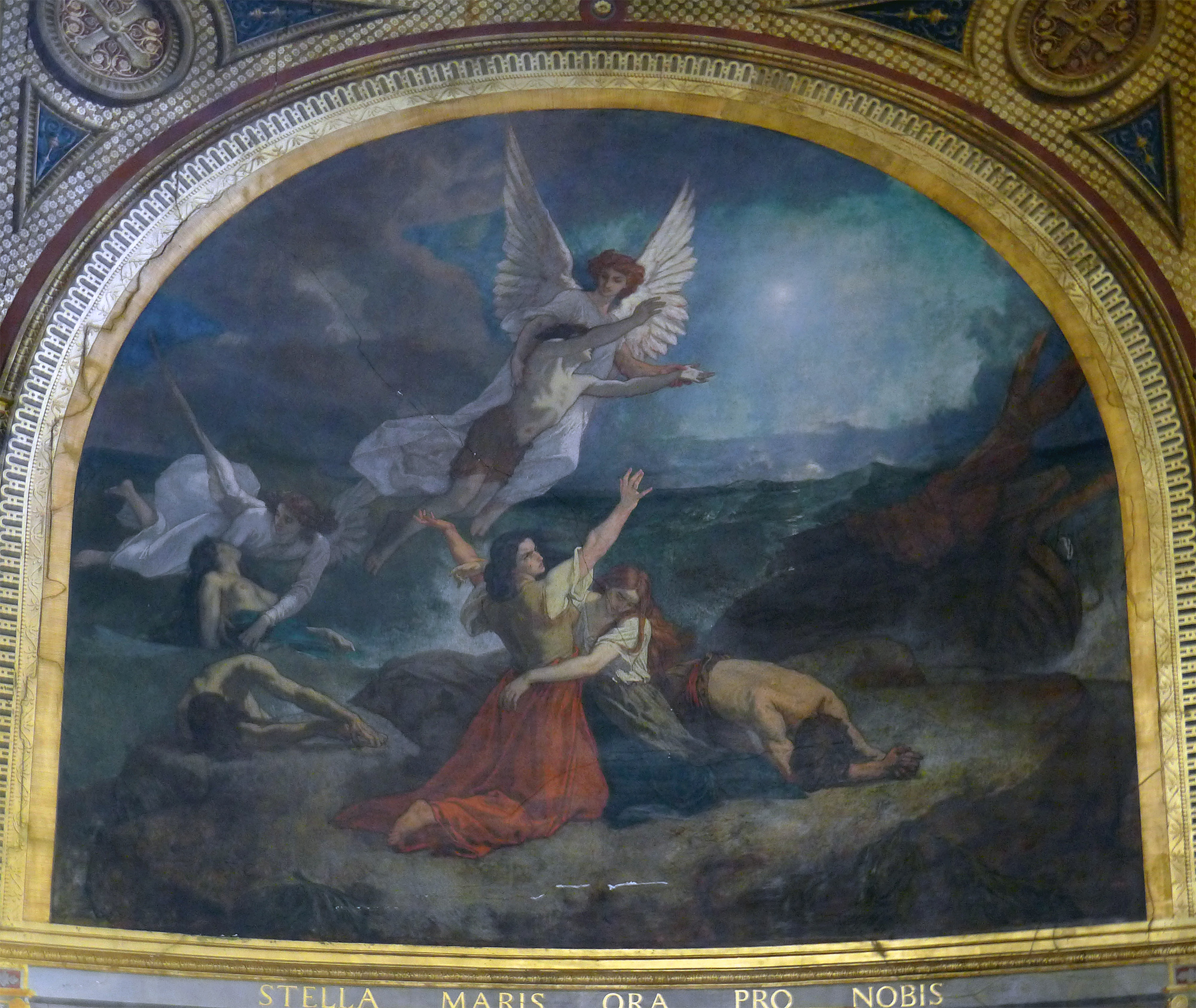
La Virgen de los pescadores de estrellas (panel izquierdo)
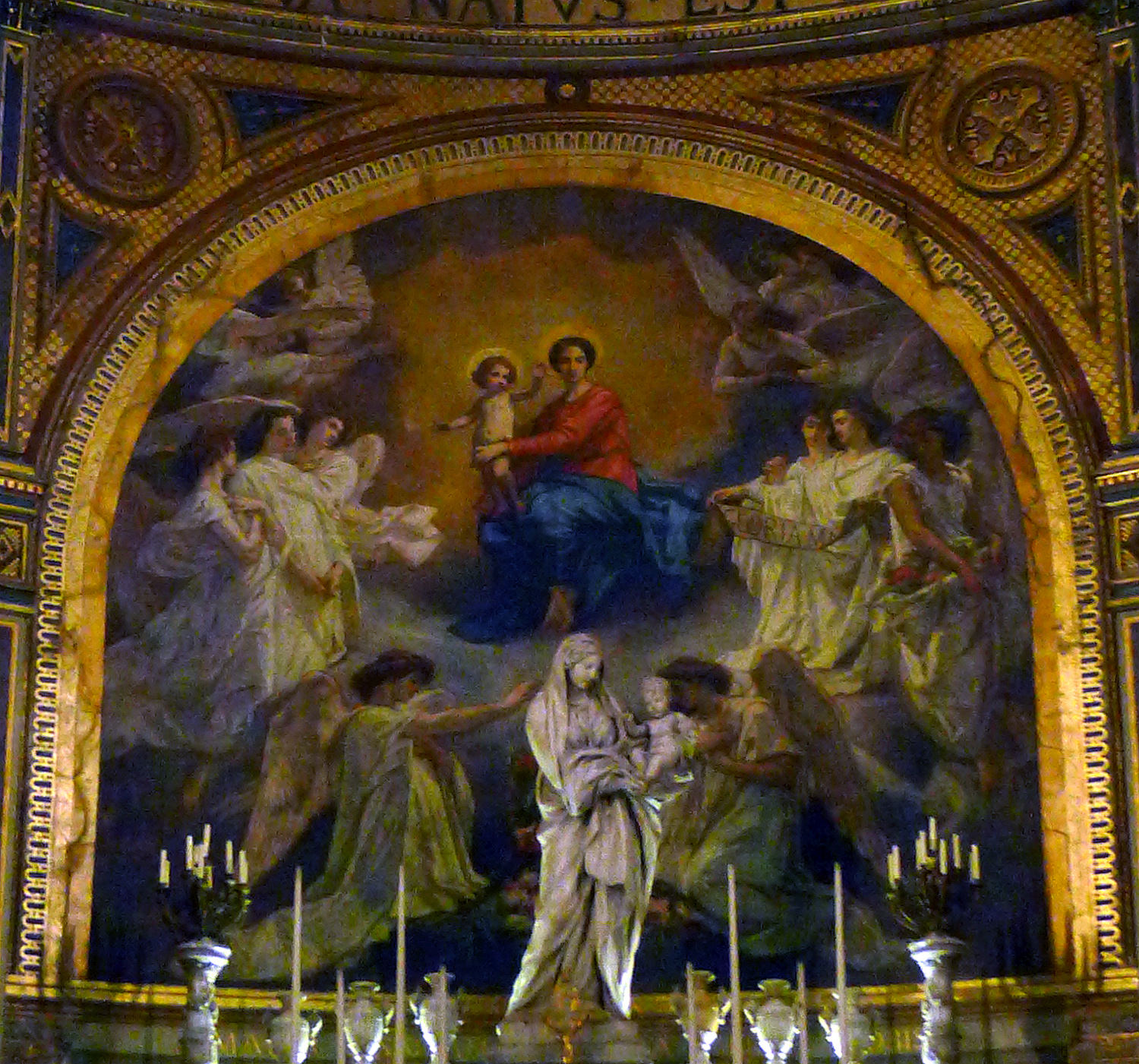
La Virgen triunfante alabada por los ángeles (central)
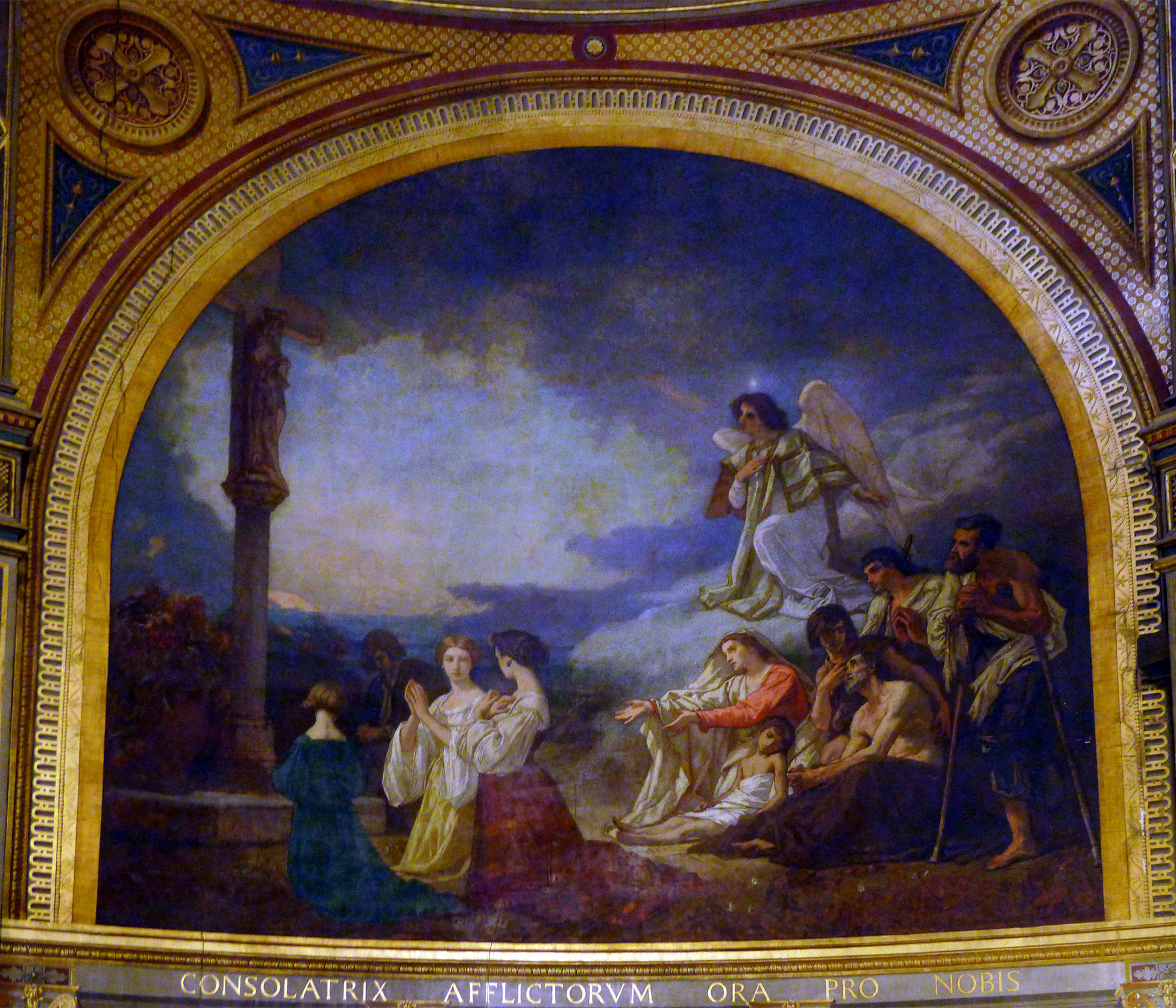
La Virgen confortando a los afligidos (derecha)

## Decoración de los interiores

### Decoraciones de los siglosXVIIyXVIII

#### Le Martyre de saint Eustachede Vouet

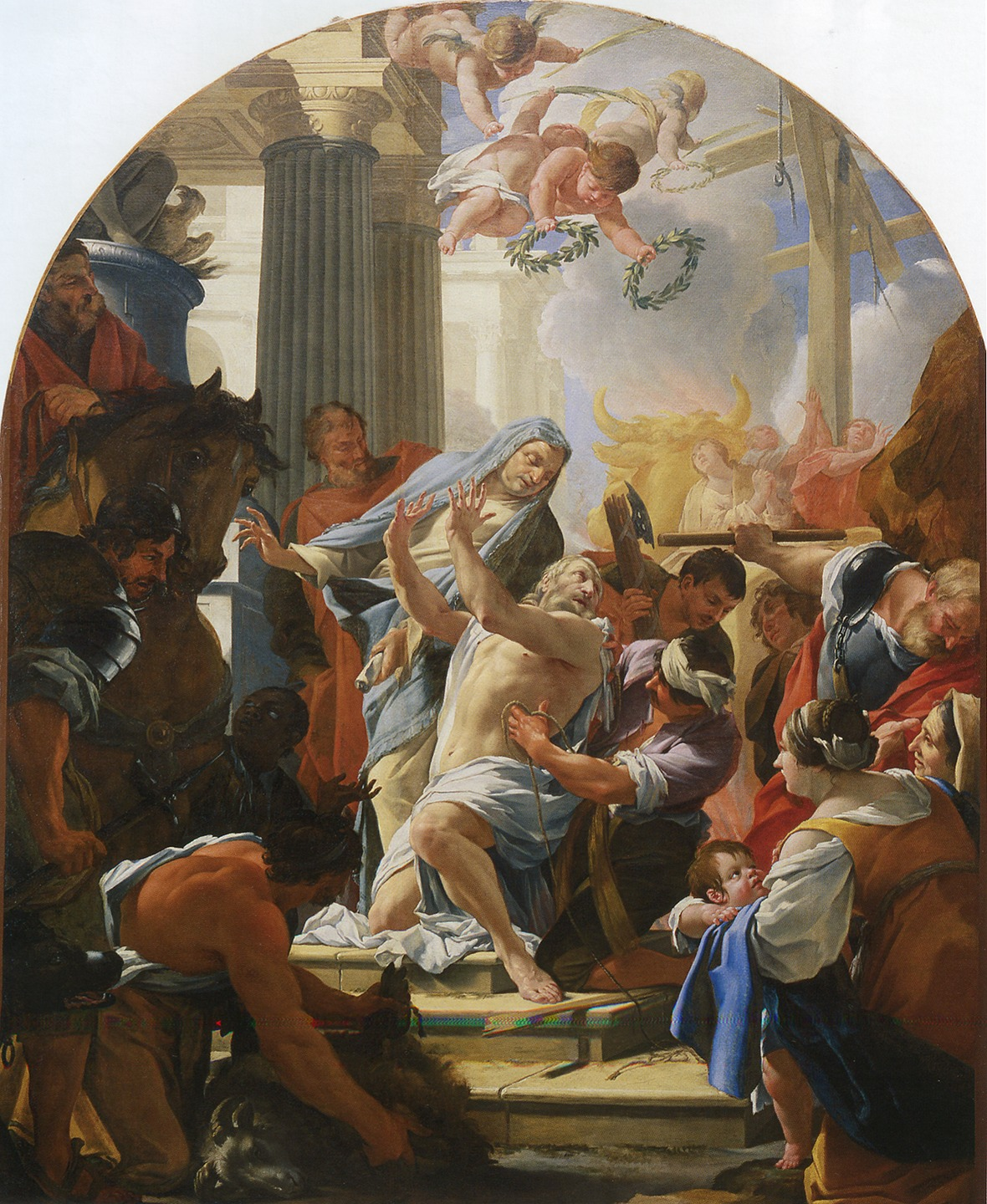
Simon Vouet, Martyre de saint Eustache, 1635, óleo sobre tela, 300x 260 cm

Cuando se construyó en la década de 1630, el coro de la iglesia de San Eustaquio se adornó con un altar mayor arquitecturado, según el gusto de la época. Financiado por Claude de Bullion, superintendente de Finanzas, el altar es uno de los más grandes de París. Para decorar su parte central, se encargaron dos telas a Simon Vouet: una que representaba  Le Martyre de saint Eustache [El Martirio de San Eustaquio] y la otra L'Apothéose de saint Eustache [El Apoteosis de San Eustaquio]  (la segunda se coloca sobre la primera). Vouet, que había regresado de Roma en 1627, a continuación, era la figura dominante en la pintura de París. Fue también el autor de las pinturas que adornan los altares de las iglesias de San Nicolás de los Campos (1629), Saint Paul-Saint Louis (1639-1642) y Saint-Merri (hacia 1645).
Víctima del cambio de gusto, el altar mayor de la iglesia fue destruido en el siglo XVIII. Las pinturas de Vouet, sin embargo, se vuelven a utilizar en el nuevo altar (probablemente fue en esta ocasión cuando el Le Martyre de saint Eustache, originariamente de formato rectangular, fue doblado). Después de las confiscaciones revolucionarias, las trayectorias de las dos tablas se separan: L'Apothéose de saint Eustache fue enviada en 1809 al Museo de Bellas Artes de Nantes y el  Martyre de saint Eustache se vendió en 1810 al cardenal Fesch. Esta tabla fue finalmente comprada por la Prefectura del Sena en 1855 para se reintegrada a la iglesia de San Eustaquio.
Le Martyre de saint Eustache está colgado ahora en la parte inferior de la nave, por encima de la puerta norte. Eustaquio, general romano convertido al cristianismo, se representaba desviando los ojos del dios pagano que el emperador Trajano le pidió adorase. El emperador le condenó luego a ser quemado vivo en un toro de bronce con su esposa y sus dos hijos, visibles en medio del humo desprendido por las brasas. Ángelotes llevan coronas de laurel manifestando la gratitud divina y anticipando la acogida de Eustaquio y su familia por Dios. Esta tabla, intensamente dramática, de colorido fríos y luminosos, marca el apogeo del estilo lírico desarrollado por Vouet después de su regreso de Roma.

#### Pinturas murales
Cuando el edificio de la iglesia se completó a principios del siglo XVII, el arte de las vidrieras de colores es ampliamente disminuyendo en Francia. Las ventanas que bordean las ventanas superiores del coro son de los pocos vitrales de esta époque. Lista de vitrales.
- Capilla Saint-Joseph (cuarto tramo, izquierda). Pinturas murales del siglo XVII restauradas en el XIX.[12]
- Capilla Saint-Vincent-de-Paul (noveno tramo, izquierda). Pinturas murales del siglo XVII.[13]
- Capilla Sainte-Madeleine (décimo tramo, izquierda). Pinturas murales del siglo XVII.[14]
- Capilla de los saints Anges (noveno tramo, derecha). Pinturas murales del siglo XVII.[15]

#### Vitrales del coro

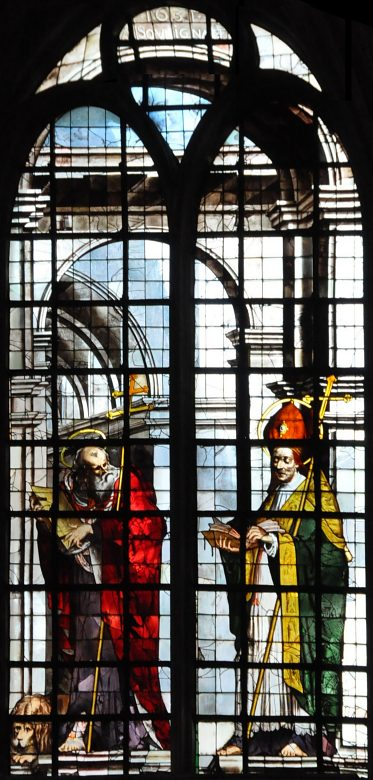
Antoine Soulignac, Saint Mathieu et Saint Germain, 1631.

Cuando el edificio de la iglesia se completó a principios del siglo XVII, el arte de las vidrieras coloreadas estaba ampliamente en declive en Francia. Las vidrieras que guarnecen las ventanas altas del coro están entre los raros vitrales coloreados de esa época. Lista de vidrieras:
1. San Gregorio y san Agustín
2. San Bartolomé y san Matías
3. San Juan y Santiago el Menor
4. San Andrés
5. San Pedro
6. San Eustaquio, santa Inés y el Cristo
7. San Pablo
8. Santiago el Mayor
9. San Tomás y san Felipe
10. San Simón y san Judás
11. San Germán y san Mateo

#### La tumba de Colbert

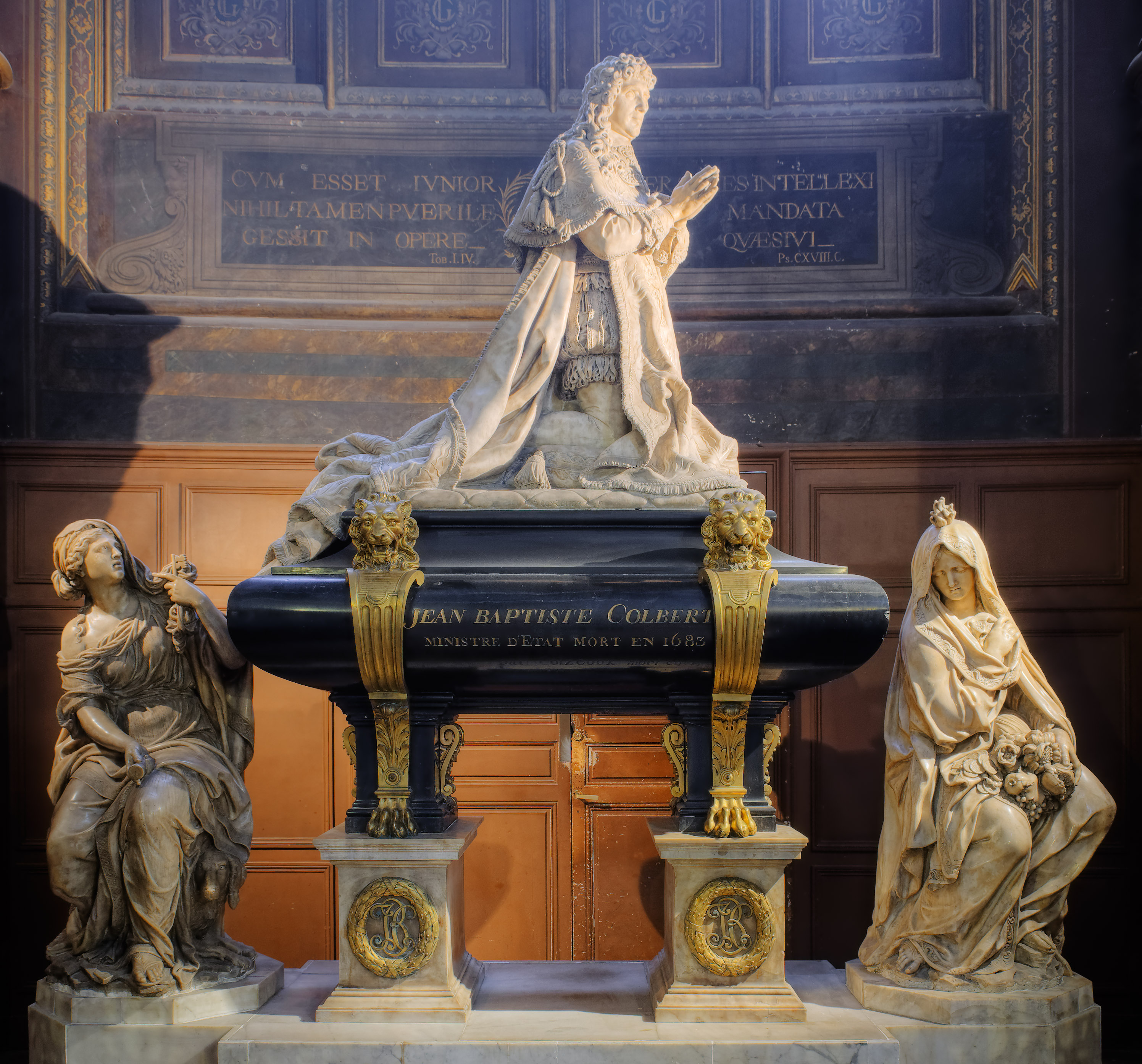
La tumba de Colbert, de Antoine Coysevox y Jean-Baptiste Tuby

A su muerte en 1683, Colbert fue enterrado en la iglesia de San Eustaquio, de la que era un feligrés. Dos años después, su viuda, Marie Charron, encargó a los escultores Tuby et Coysevox realizar una tumba cuyo diseño fue proporcionada por Charles Le Brun. Esta tumba se llevó a cabo bajo una arcada abierta a la capilla de la Virgen. Una estatua de Colbert, de rodillas, con las manos juntas, vestido con el manto de caballero de la Orden del Espíritu Santo, es colocado en un sarcófago de mármol negro. Un ángel sostiene un libro abierto delante de él. El sarcófago está soportado por dos grandes consolas dispuestas sobre un gran basamento donde se sientan la Fidelidad (a la izquierda) y la Fe y la Abundancia (a la derecha).
Durante la Revolución, la tumba de Colbert fue desmantelada y sus principales elementos se confiscaron y luego fueron expuestos en el Museo de los monumentos franceses. La estatua del ángel desapareció en el momento del desmontaje. En 1817, los principales elementos de las tumbas se restituyeron a la iglesia de San Eustaquio se instalaron en una nueva ubicación, en la capilla de San Luis de Gonzaga, donde permanecen hoy.

#### Banco de obra

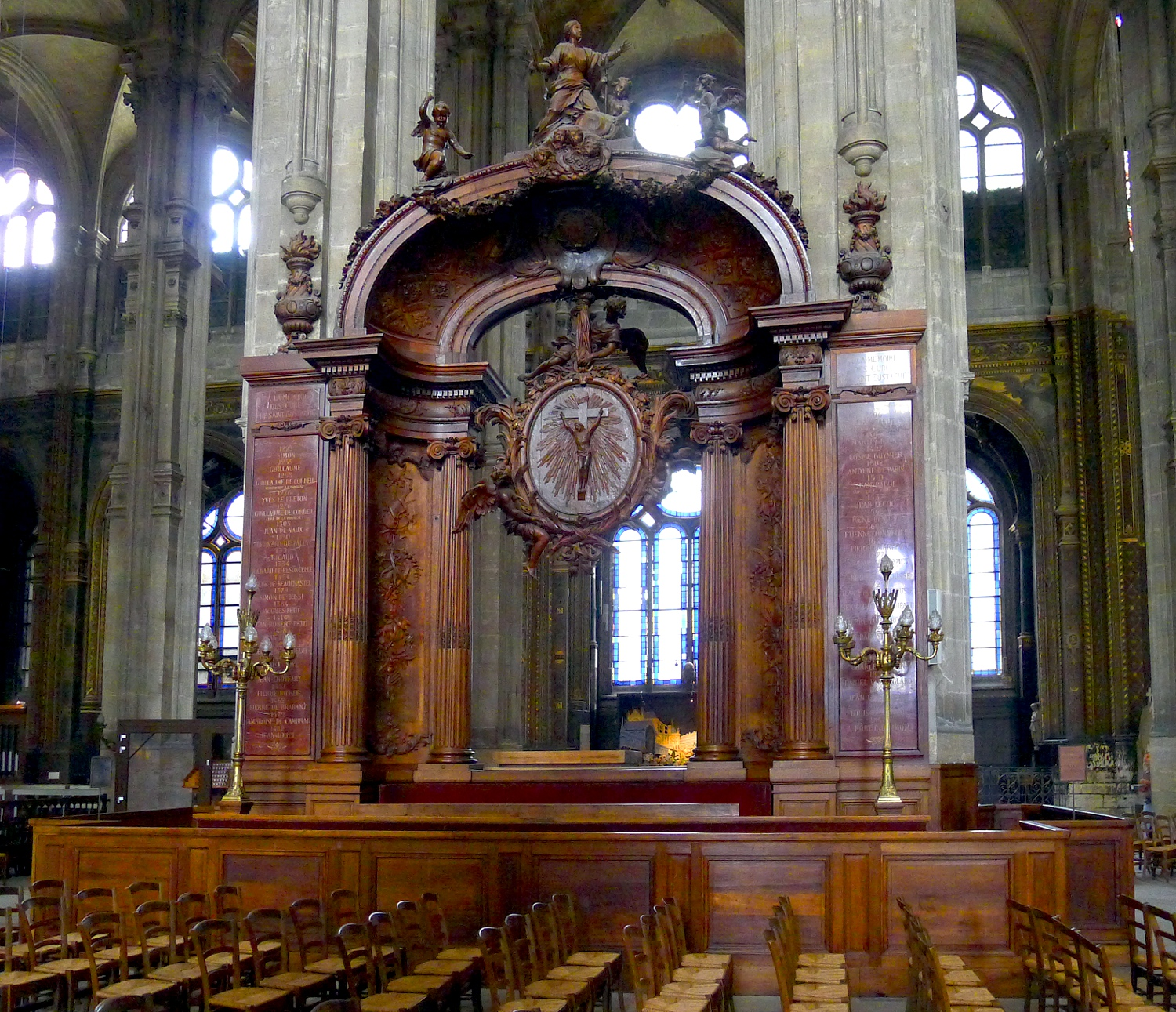
Banco de obra, 1720

En la nave de la iglesia, entre dos pilares, se encuentra un banco de obra monumental y ricamente decorado. Realizado por Pierre Lepautre en 1720, sobre dibujos de Jean-Sylvain Cartaud, es uno de los pocos bancos de obra que datan del antiguo régimen aún visibles en París. Tiene la forma de un pórtico como un gran medallón, sostenido por ángeles y decorado con un Crucifijo. La bóveda, sostenida por cuatro columnas estriadas jónicas, está coronada por una apoteosis de Santa Inés.

#### Tablas y esculturas

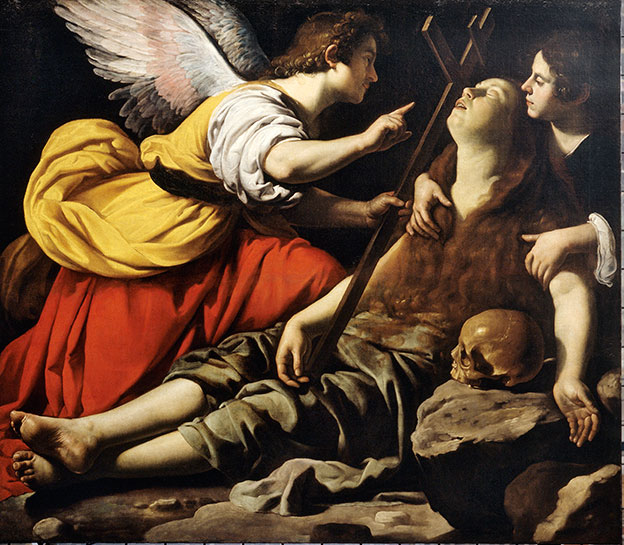
Rutilio Manetti, L'Extase de la Madeleine, ca. 1625, óleo sobre tela, 130 cm x 160 cm

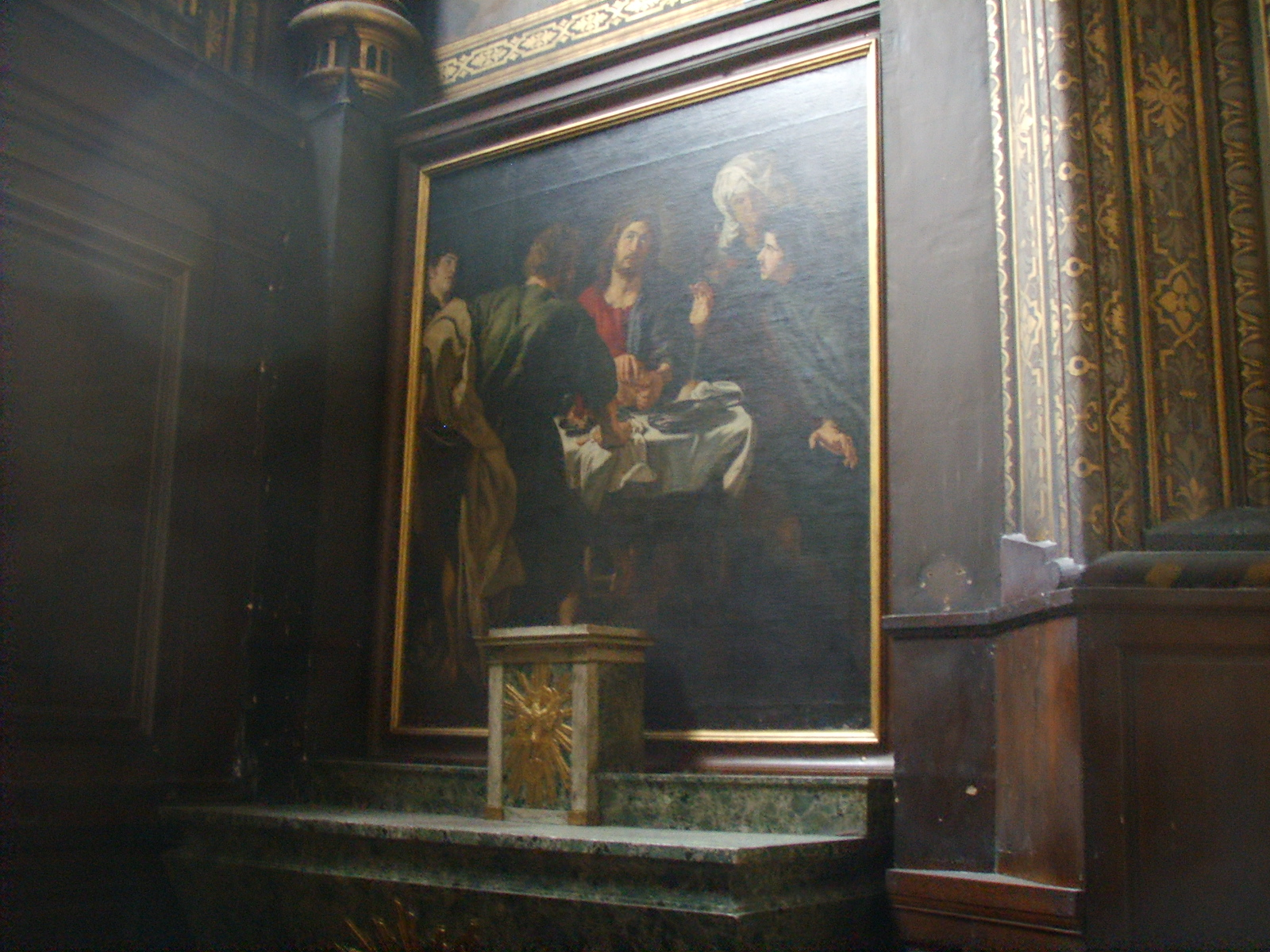
Les disciples d'Emmaüs, una copia de Rubens

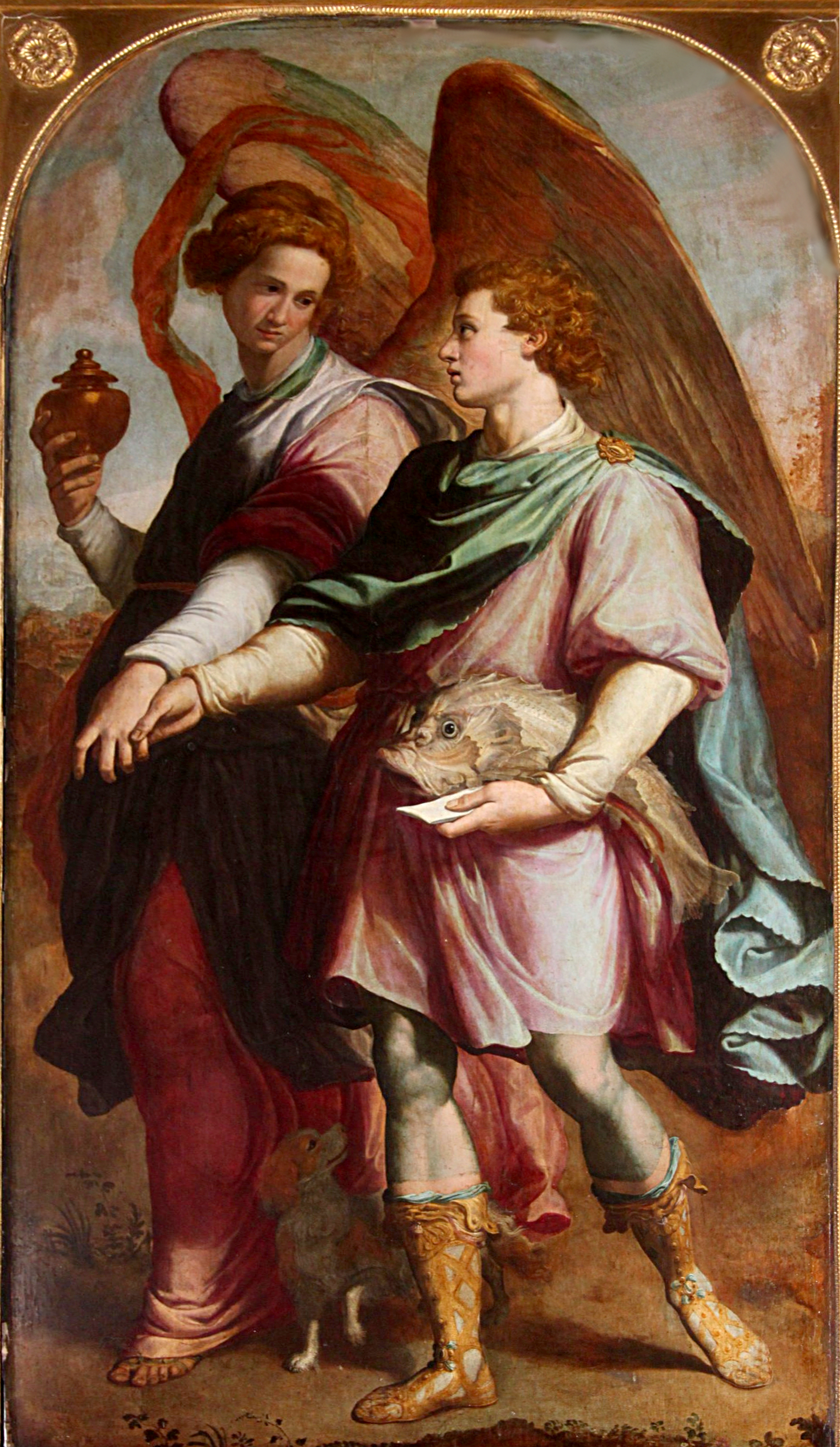
Santi di Tito - Tobie et l'ange

La iglesia también cuenta con dos tablas de pintores italianos relativamente raros en las colecciones francesas: Santi di Tito y Rutilio Manetti. La tabla de Santi di Tito, Tobie et l’ange [Tobías y el ángel], se encuentra en la tercera capilla de la girola. Originalmente, esta imagen adornaba la sacristía de la Basílica de San Marcos de Venecia. Enviada a Viena durante un intercambio de pinturas entre el emperador de Austria y el Gran Duque de Toscana en 1792-1793, fue parte de las obras de arte incautadas en 1809 en Austria por Vivant Denon, director del Museo del Louvre, y finalmente fue presentado en la iglesia de San Eustaquio en 1811. La tabla de Manetti, L'Extase de la Madeleine [El éxtasis de la Magdalena] se encuentra en la quinta capilla del deambulatorio.
- Les Pélerins d'Emmaüs[20] anteriormente atribuida a Rubens y ahora considerada una copia de estudio de un original perdido.
- La Déposition du Christ,[21] copia de taller de una obra de Luca Giordano conservado en el Museo del Ermitage.
- Una copia[22] (parcial) de Alexandre-François Caminade de una tabla del Dominiquin, Le Martyre de sainte Agnès, cuelga sobre la puerta en la parte inferior de la nave lateral sur. El original, pintado alrededor de 1620 para el convento de Santa Inés de Bolonia, fue capturado durante la campaña de Italia y luego expuesto en el Museo del Louvre. Fue allí donde Caminade hizo una copia, comprada en 1808 por el cura de San Eustaquio. La tabla del Domenichino, restituida a la caída del Imperio, está ahora expuesto en la Pinacoteca de Bolonia.
- Vierge à l'Enfant  de Pigalle (1748).

### Decoraciones delsigloXIX

#### Mobiliario dibujado por Baltard

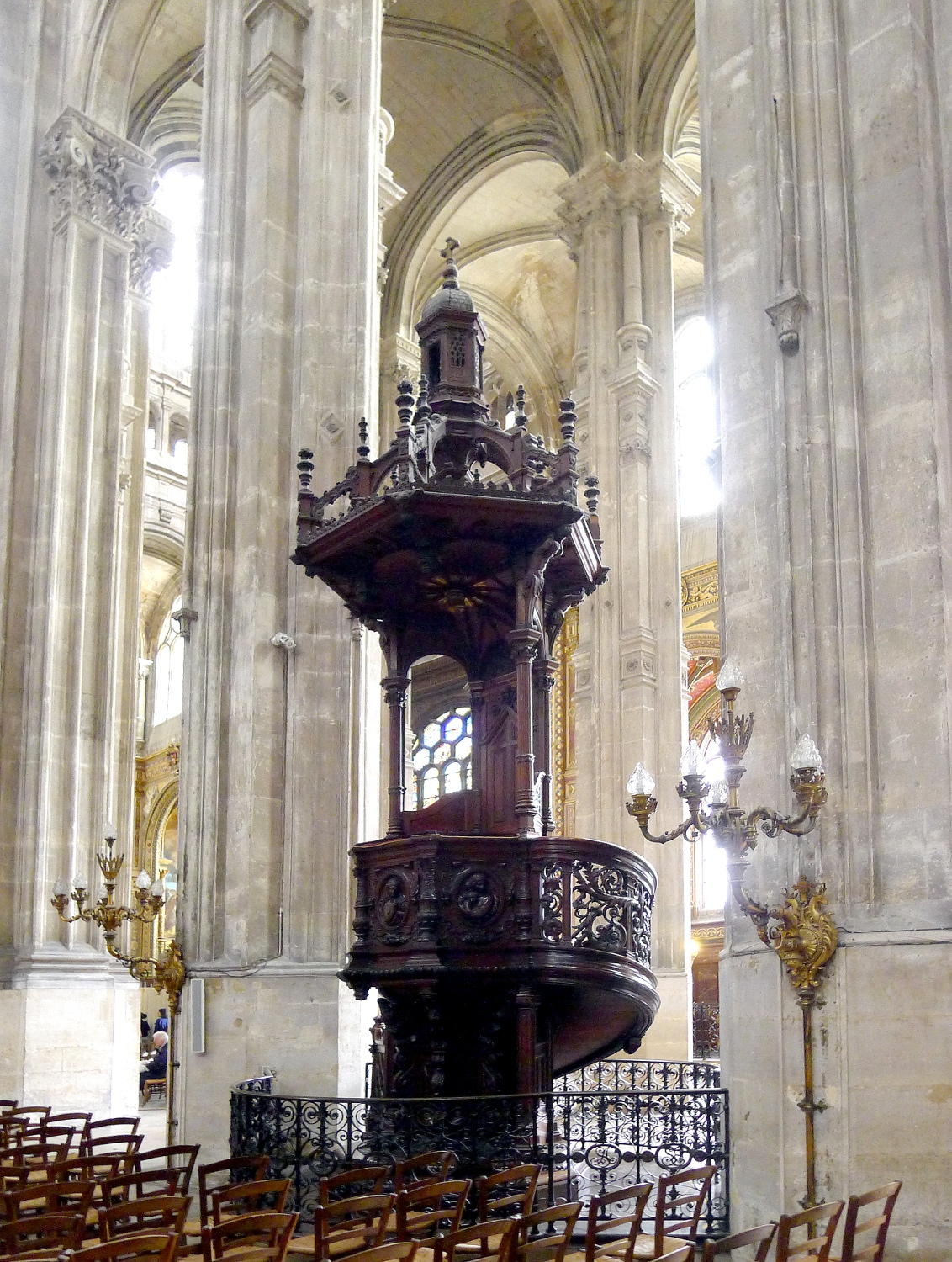
Púlpito dibujado por Victor Baltard y esculpidos por Victor Pyanet

De 1842 a 1860, el arquitecto Victor Baltard supervisó la restauración de la iglesia. En 1842 recibió el encargo de diseñar un nuevo altar mayor. Después del incendio de 1844 que destruyó los tres primeros tramos de la iglesia, Baltard dibujó el buffet del nuevo órgano y un nuevo púlpito.

#### Pinturas murales
En 1850 se llevó a cabo un vasto programa de decoración de las capillas laterales. Muchos artistas famosos, a menudo antiguos ganadores del Prix de Rome, participaron. Por ello la iglesia de San Eustaquio ofrece una notable panomara de la pintura religiosa de mediados siglo XIX. La decoración de la Capilla Virgen fue confiada a Thomas Couture.
- Capilla de la Redención: pinturas de Auguste-Barthélemy Glaize
- Capilla Notre-Dame-des-Sept-Douleurs: pinturas de Léon Riesener
- Capilla Sant-Eustache: pinturas de Alphonse Le Hénaff[23]
- Capilla San Luis : pinturas de Félix-Joseph Barrias[24]
- Capilla Santa Genoveva: pinturas de Auguste Pichon
- Capilla San Pedro el exorcista: pinturas de Pierre Claude François Delorme
- Capilla San Luis de Gonzaga: pinturas de Jean-Louis Bézard[25]
- Capilla de los catecismos: pinturas de Emile Signol
- Capilla San Andrés: pinturas d'Isidore Pils[26]
- Capilla Santa Ana: pinturas de Hippolyte Lazerges
- Capilla Santa Inés: peintures de Théophile Vauchelet
- Capilla del Sagrado Corazón: pinturas de Charles-Philippe Larivière
- Capilla de las ánimas del Purgatorio: escultura de Antoine Étex
- Capilla Santos Inocentes: escultura de Henry de Triqueti

Esculturas
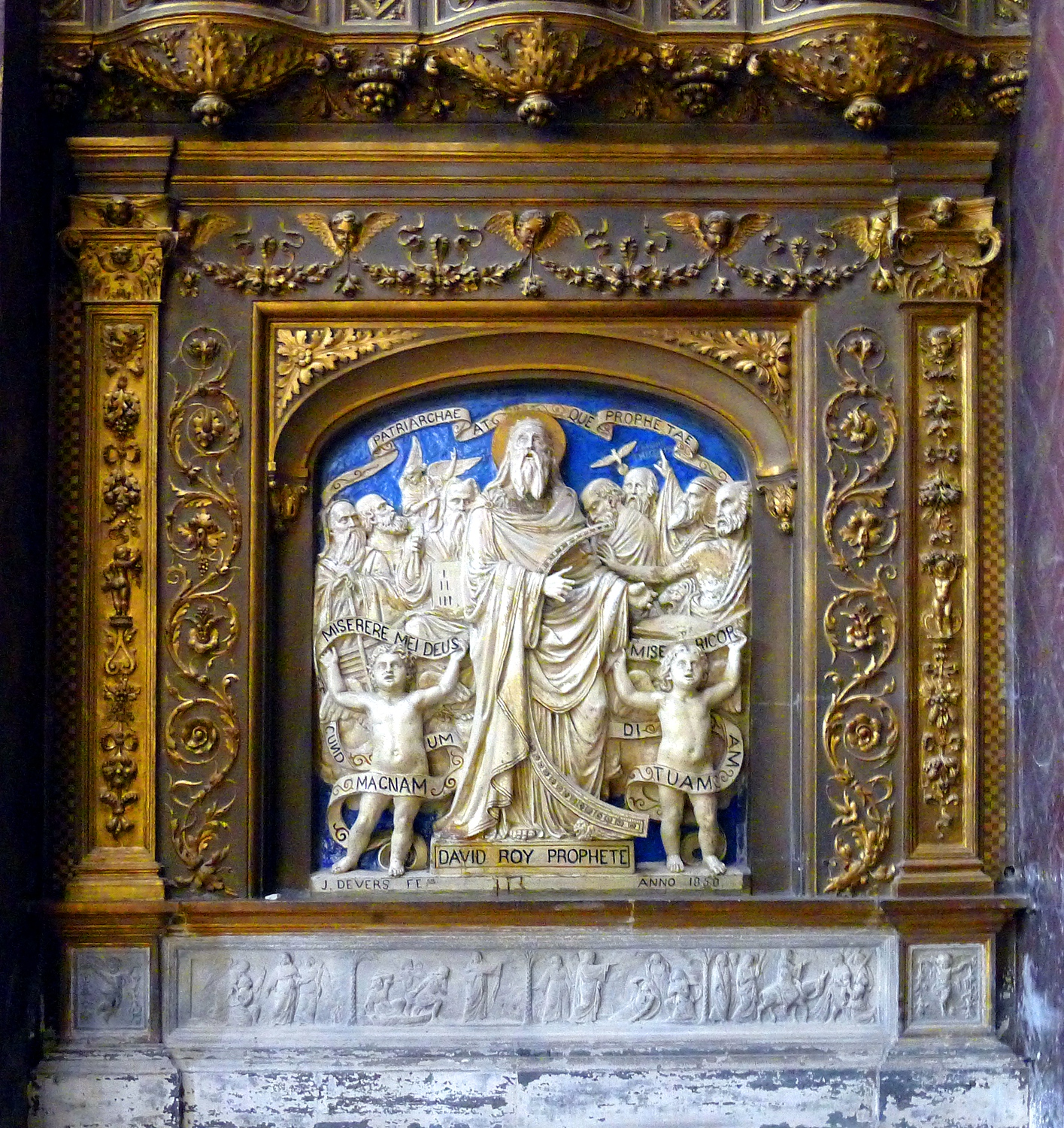
Altorrelieve, "David roi prophète" (1850)
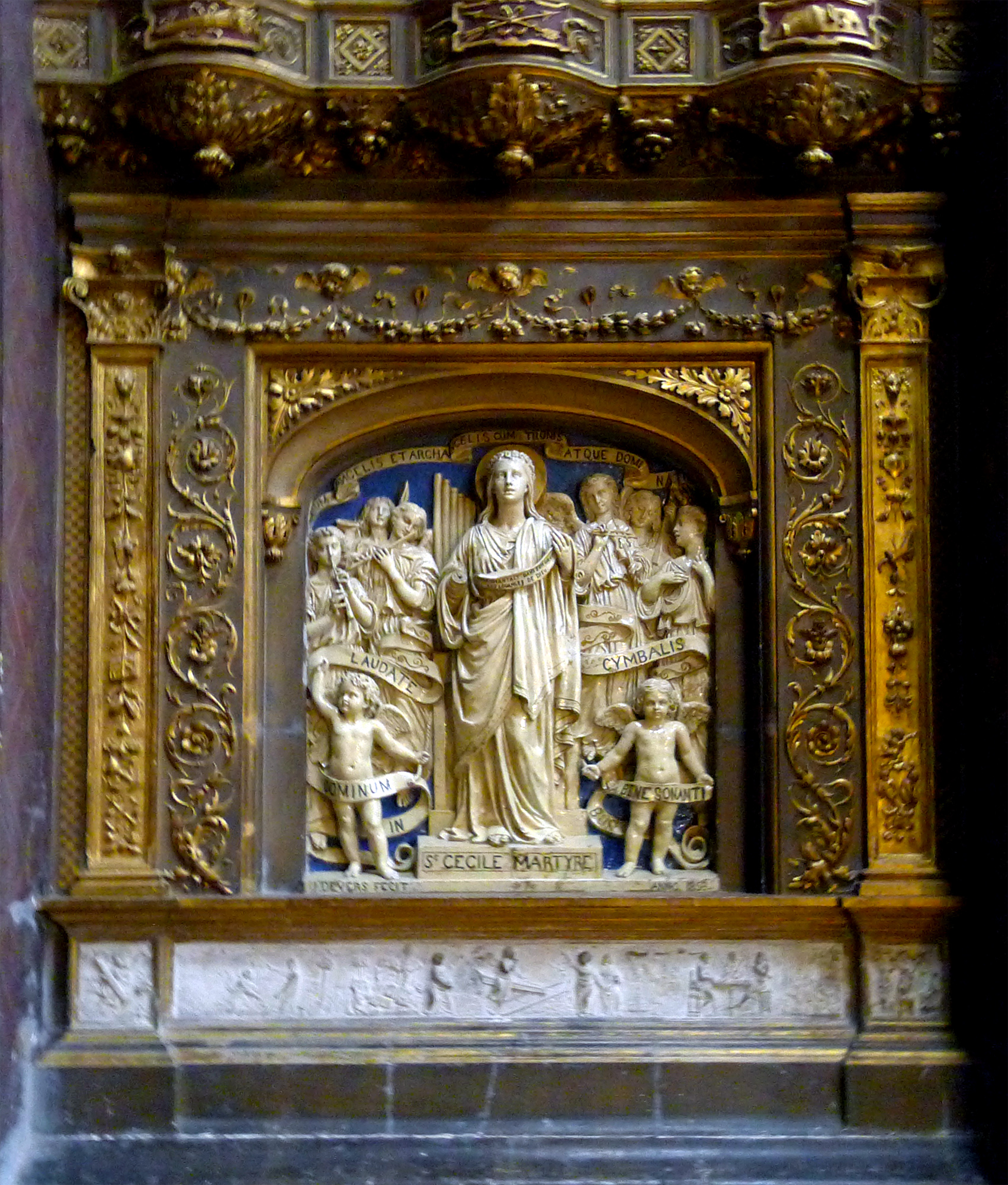
Altorrelieve, "Sainte Cécile martyre"
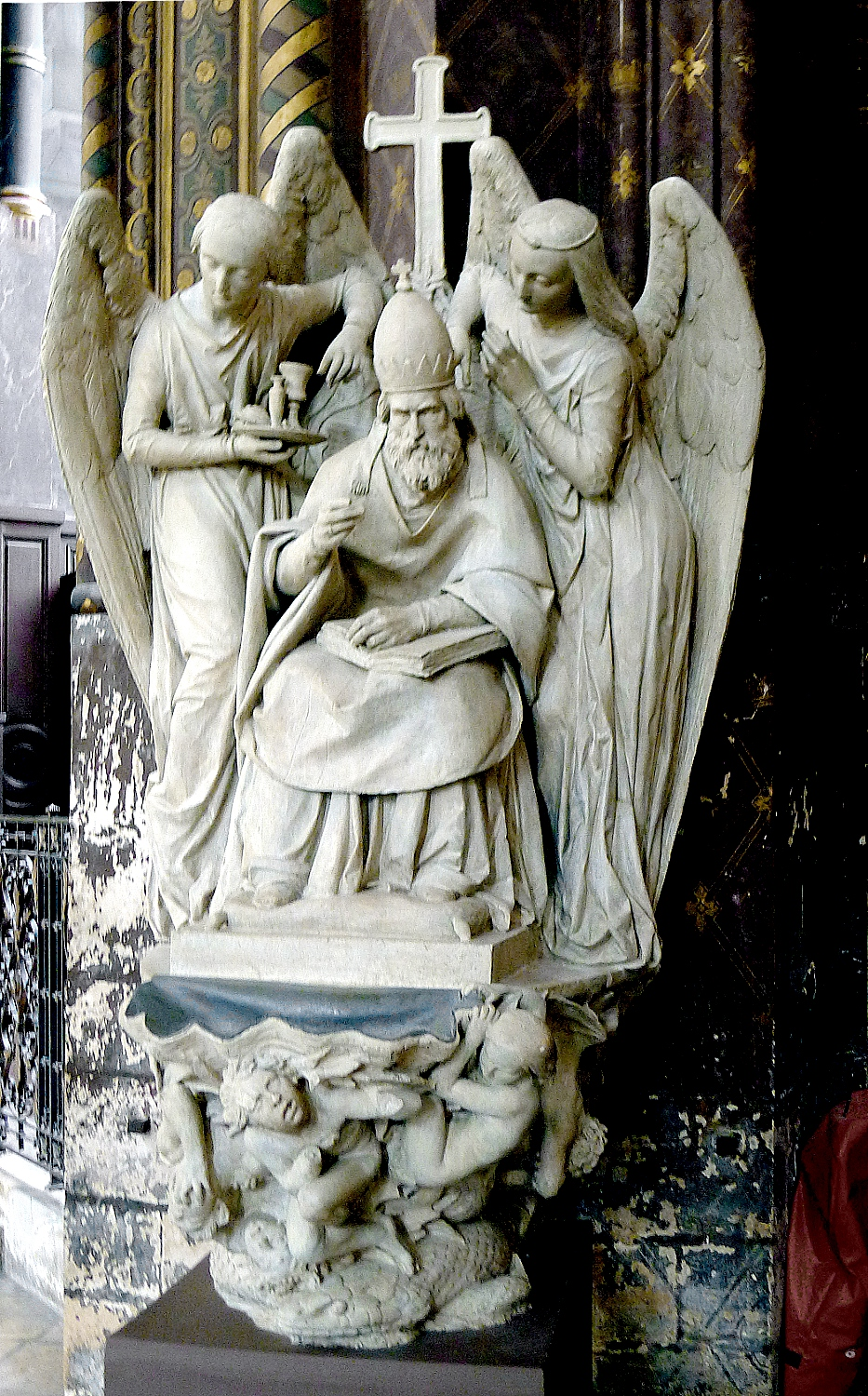
Bénitier en plâtre, "Le pape Alexandre II instituant l'usage de l'eau bénite" (1834), classé MH
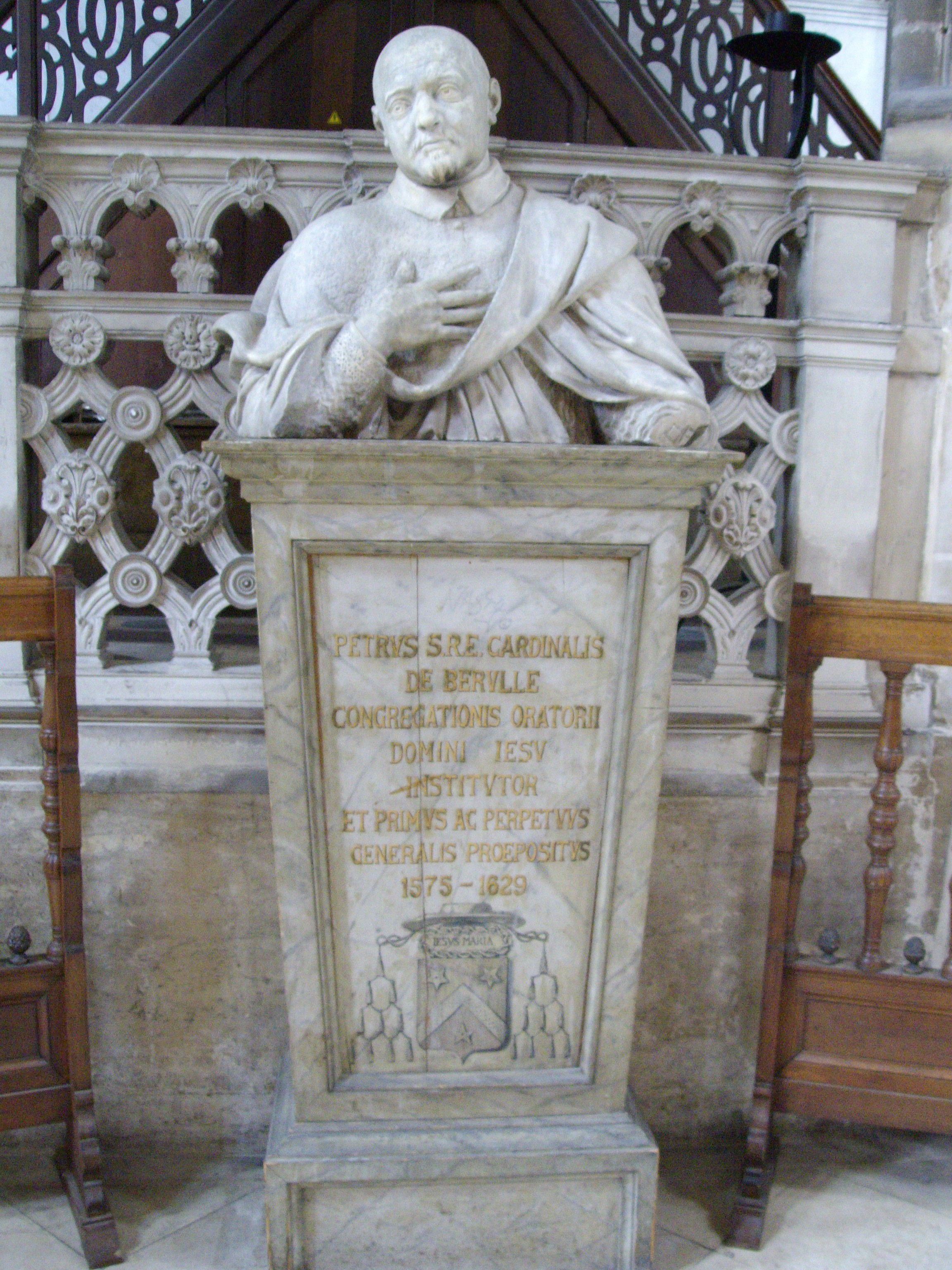
Busto de Pierre de Bérulle
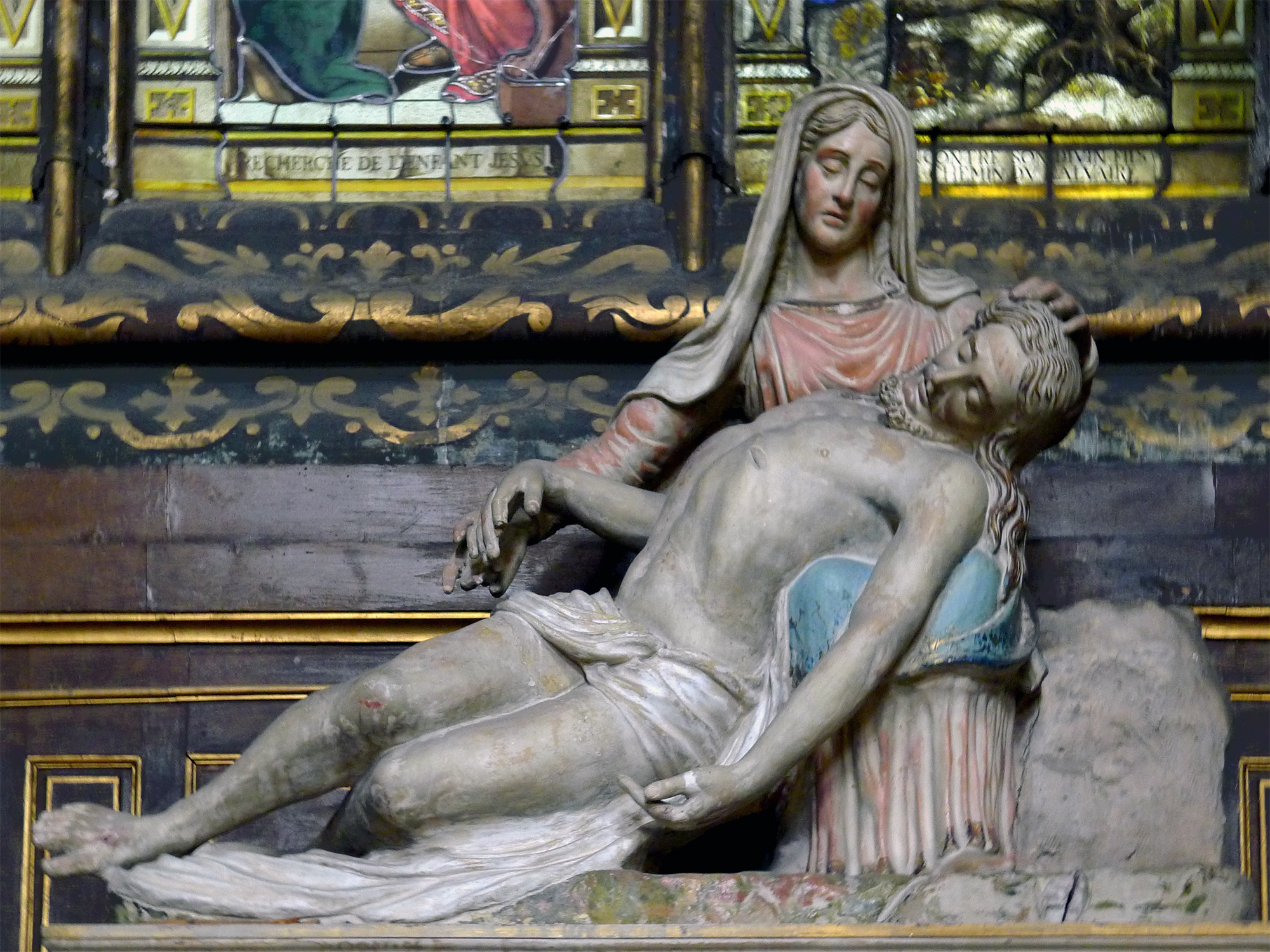
Vierge de Pitié

### Vitrales

Vitrales
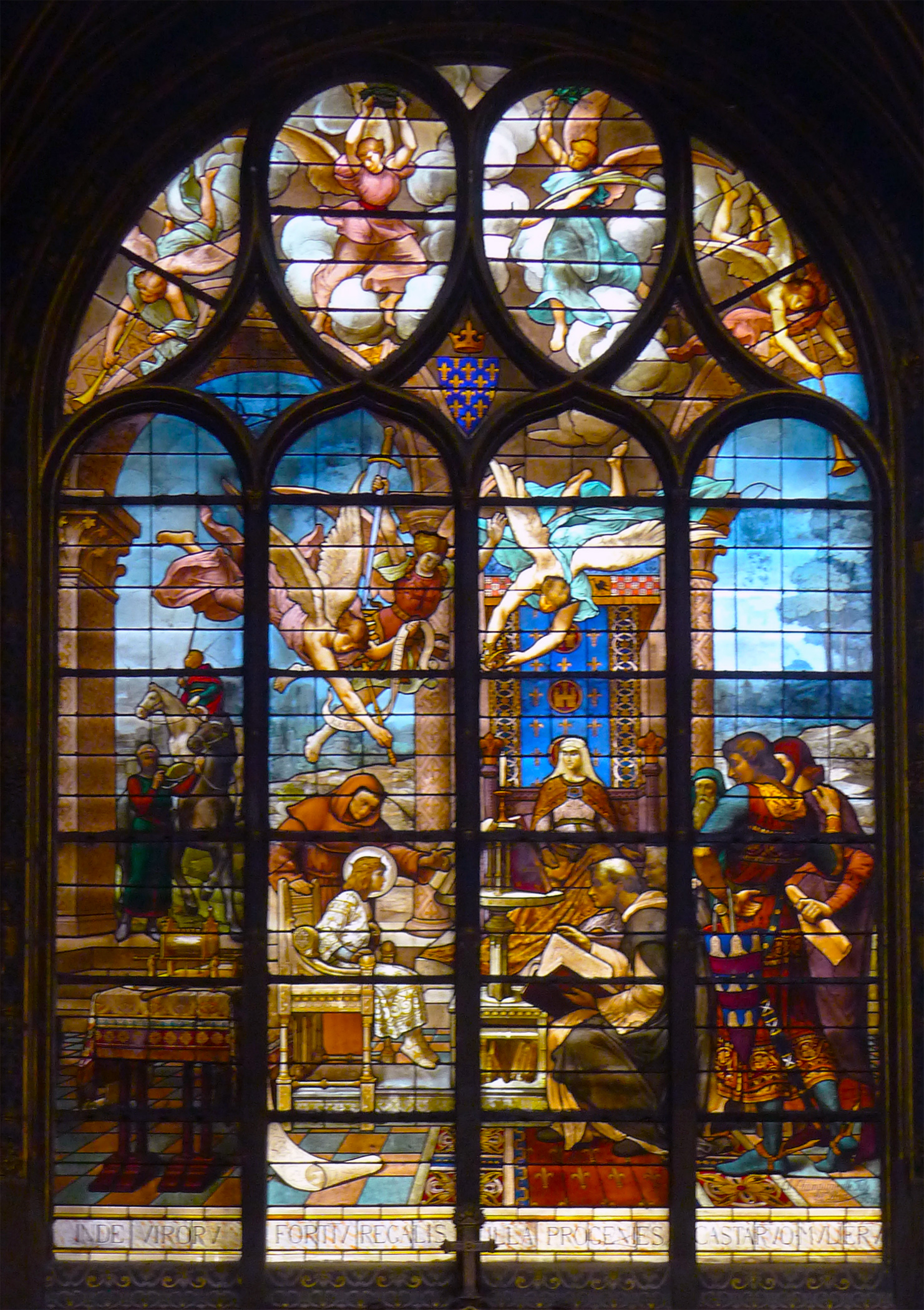
La educación de Luis IX (capilla de San Luis)
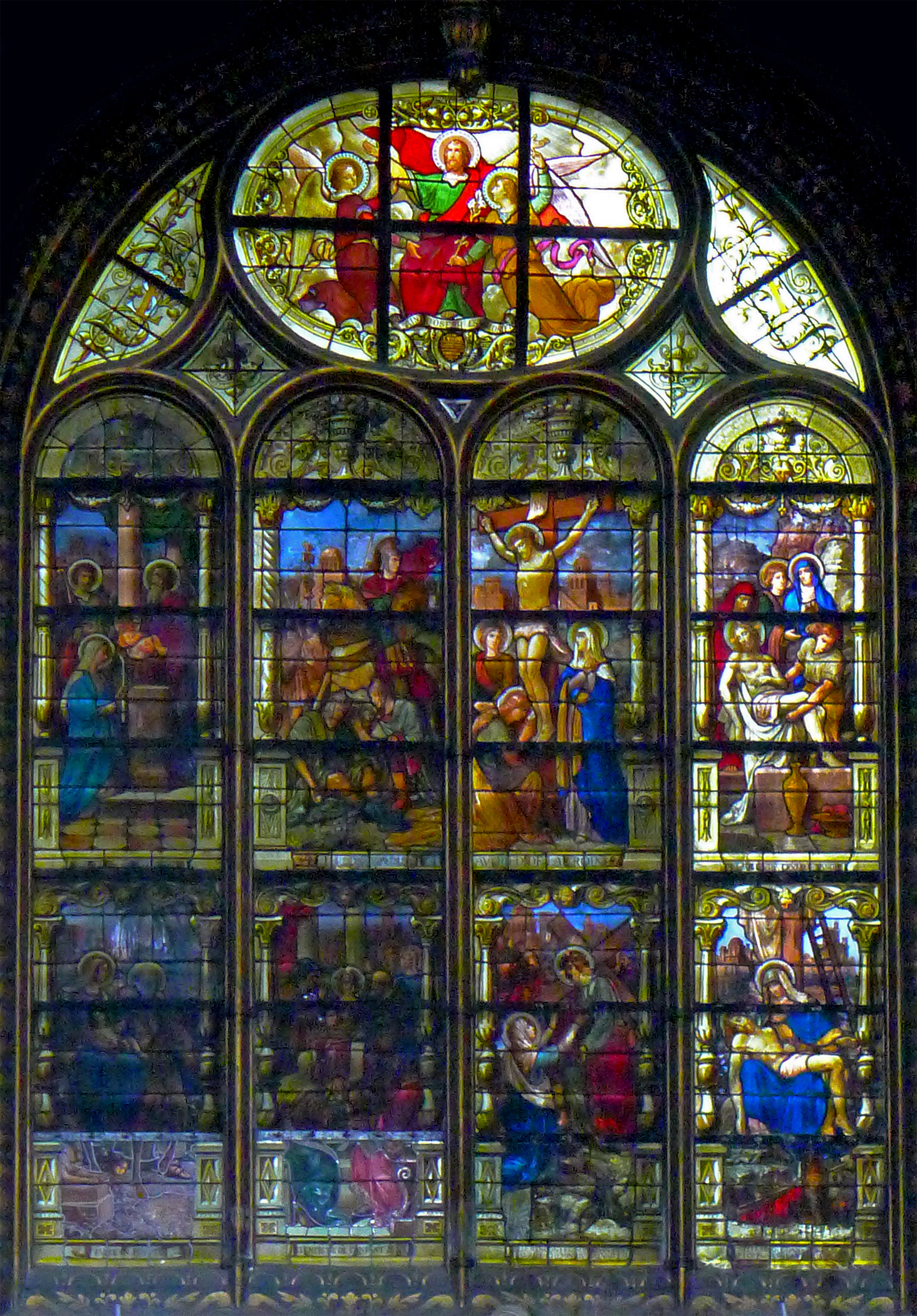
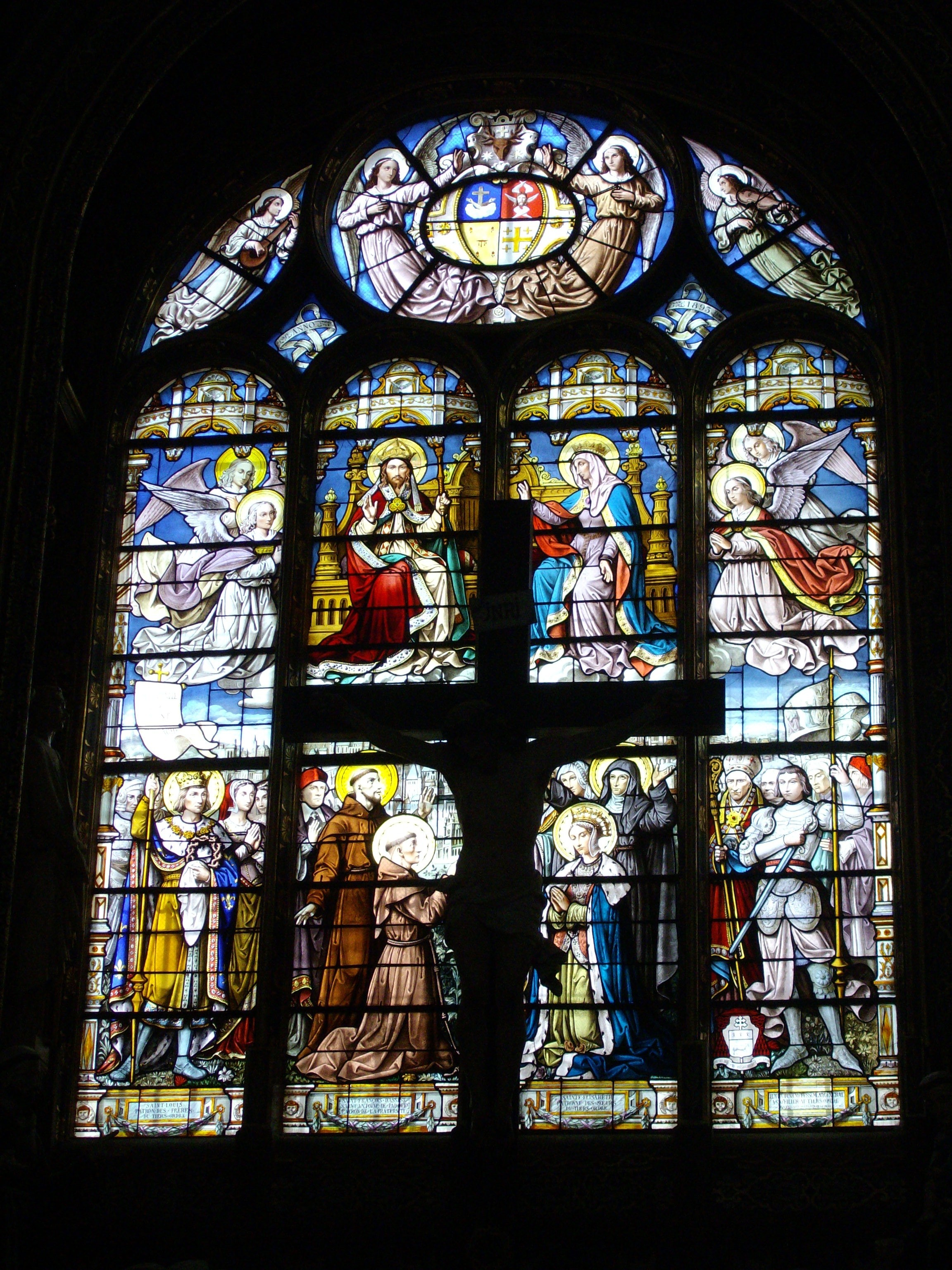
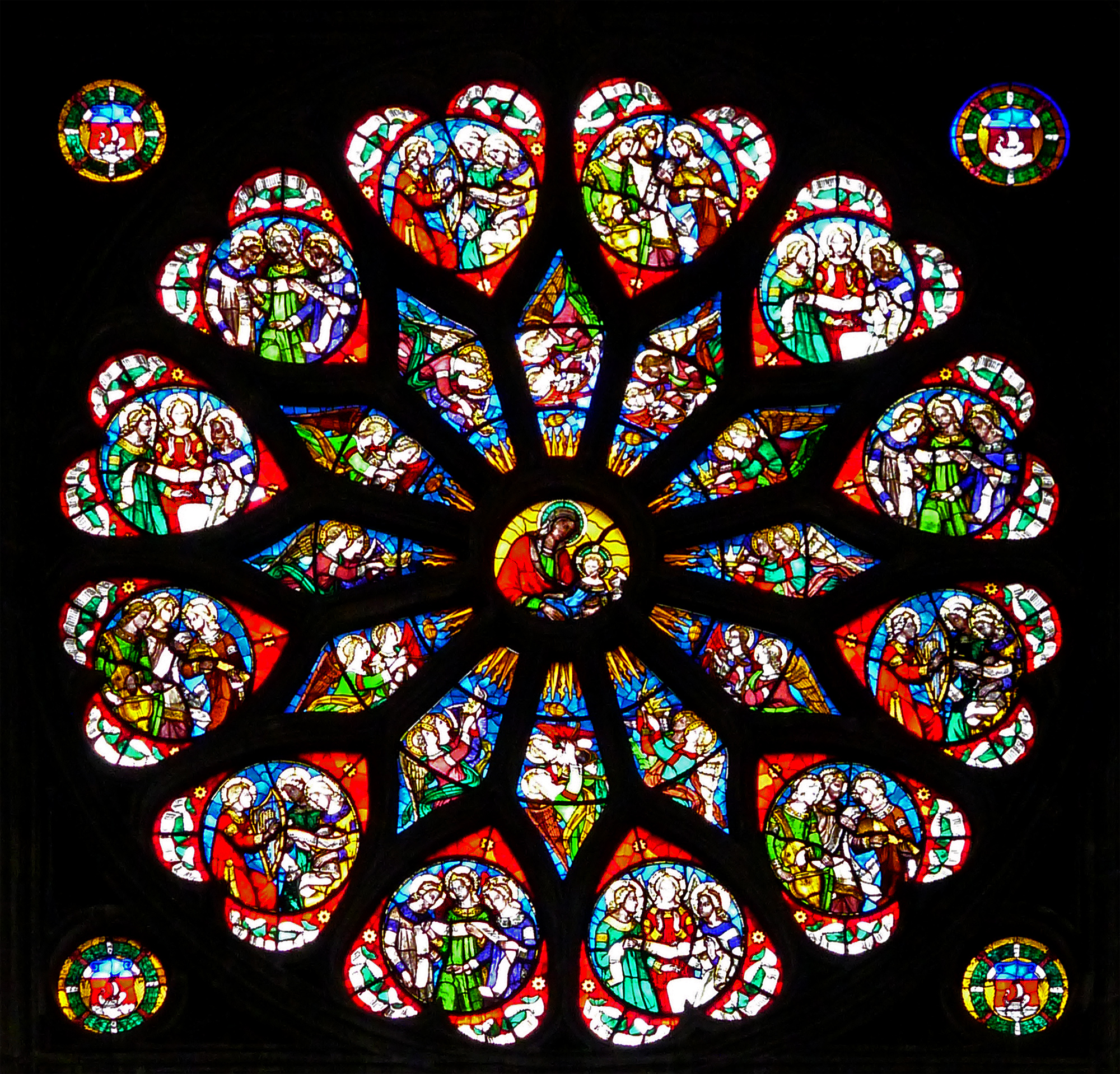
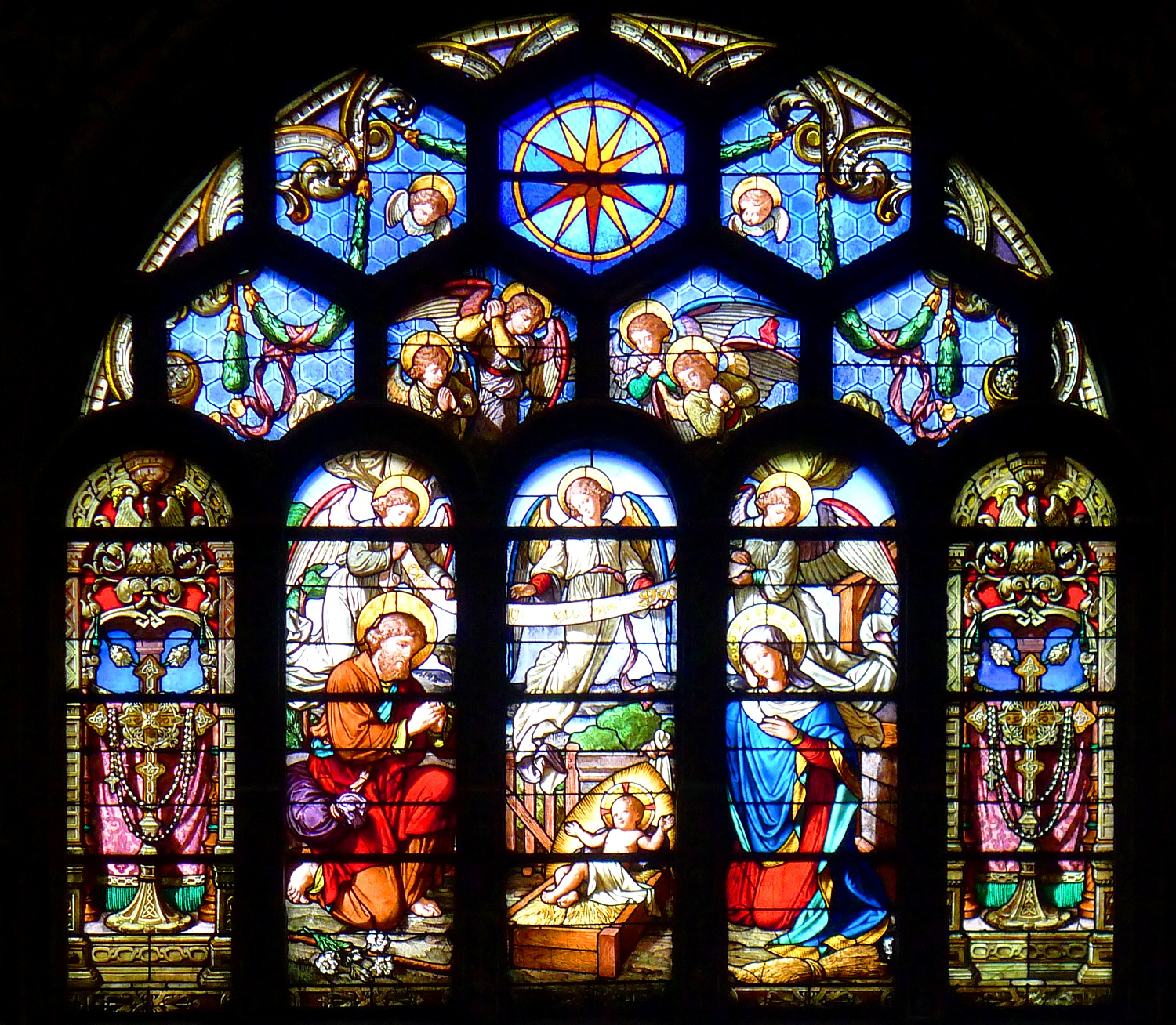
Vitral del transepto sur
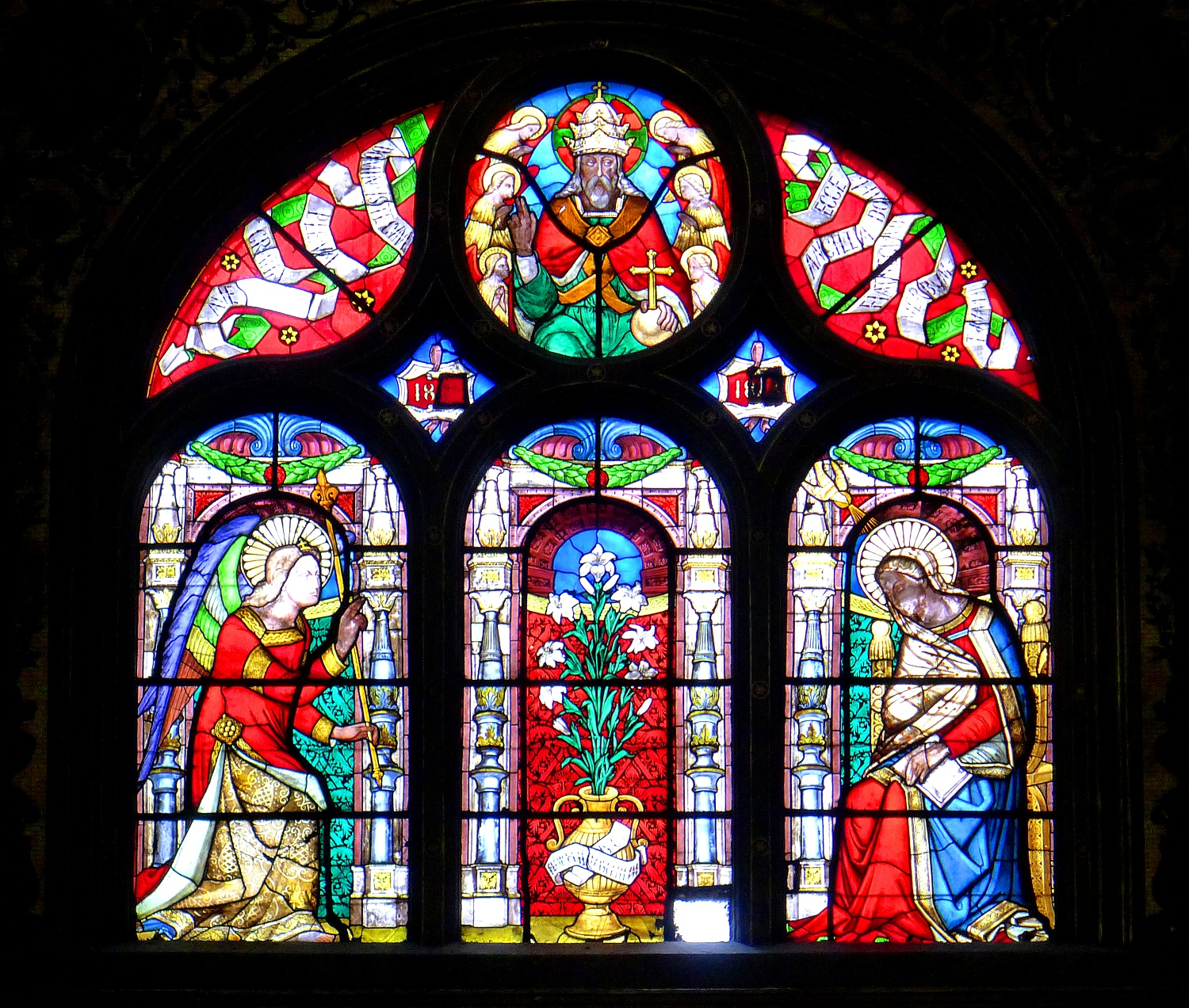
Vitral del transepto norte

### Decoraciones delsigloXX
Uno de los nueve ejemplares del tríptico,  "La vie du Christ" de Keith Haring, en bronce cubierto con una pátina de oro blanco, se encuentra en la capilla de San Vicente de Paul. Por una curiosa coincidencia, el fresco de Simon Vouet que lo sobrevuela y que representa el triunfo escatológico de la Iglesia sobre el mal, resume el Nuevo Testamento estando enmarcado por la evocación de su primer y de su último capítulo, a saber, por debajo de unas cortinas de color rosa, el Nacimiento de la Virgen rodeada de ángeles, cuyo niño recién nacido recuerda al infante radiante del tríptico también enmarcado por ángeles, y sobre el Apocalipsis, con san Juan Ápostol y la bestia con siete cabezas, que se hace eco de los 12 miembros en el centro de la obra de Keith Haring.

## Órgano

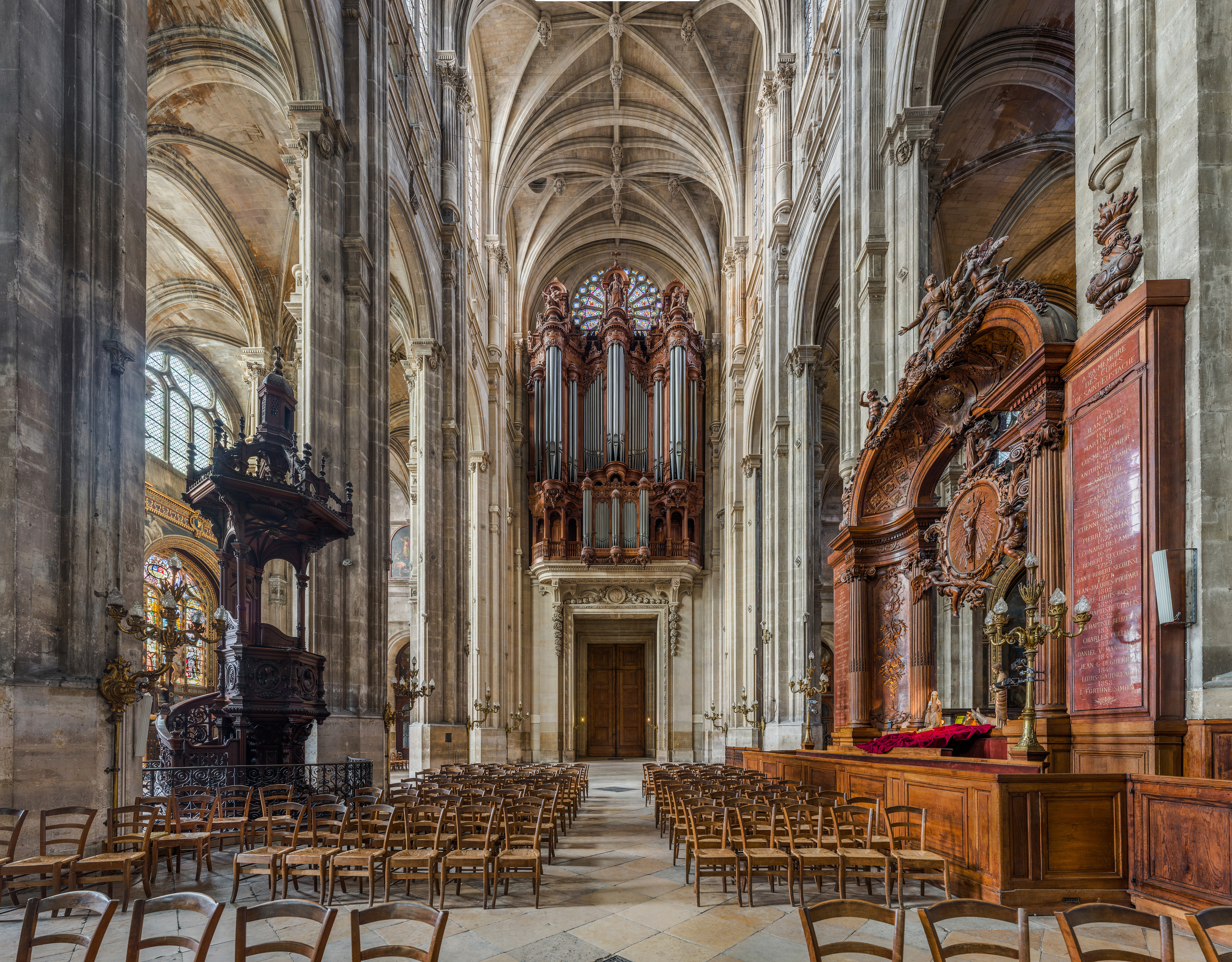
El órgano en el extremo oeste de la iglesia. A la izquierda está el púlpito y la carpintería de Pierre Lepautre que representa el triunfo de Santa Inés.

Con 8000 tubos, el órgano tiene fama de ser el mayor órgano de tubos en Francia, superando los órganos de Saint Sulpice y de Notre Dame de París. El órgano, originalmente construido por P.-A. Ducroquet, era lo suficientemente potente como interpretar con él el estreno del titánico Te Deum de Hector Berlioz, que se celebró en San Eustaquio en 1855. Más tarde fue modificado bajo la dirección de Joseph Bonnet.
El actual órgano fue diseñado por Jean-Louis Coignet bajo la dirección del organista titular Jean Guillou y data de 1989, cuando fue casi totalmente reconstruido por la firma holandesa Van Den Heuvel, conservando unas filas de tubos del antiguo órgano y el buffet de madera, que es el original.